# Britney Spears
Britney Jean Spears (McComb, Misisipi, 2 de diciembre de 1981) es una cantante, compositora, bailarina y actriz estadounidense. Conocida como la Princesa del Pop, se le atribuye haber influido en el resurgimiento del pop adolescente a finales de la década de 1990 y principios de los 2000. Spears ha vendido más de 150 millones de discos en todo el mundo, lo que la convierte en una de las artistas musicales más vendidas de todos los tiempos. Ha recibido numerosos premios y reconocimientos, incluyendo un Grammy, 15 récords Guinness, seis MTV Video Music Awards, siete Billboard Music Awards (incluido el Millennium Award), el primer Radio Disney Icon Award y una estrella en el Paseo de la Fama de Hollywood. Sus videos musicales, altamente coreografiados, le valieron el Michael Jackson Video Vanguard Award. Su influencia en la industria es considerada como el punto de inflexión de los grupos y bandas de los años 1990 a la edad dorada de las solistas femeninas del siglo XXI.
Comenzó a actuar desde niña, a través de papeles en producciones teatrales. Después adquirió fama al participar en el programa de televisión The Mickey Mouse Club (1993-1994). En 1997 firmó con Jive Records y dos años más tarde lanzó su álbum debut, ...Baby One More Time, el álbum más vendido de una solista adolescente. En el 2000 lanzó su segundo álbum, Oops!... I Did It Again, que vendió 1.3 millones de copias en su semana de lanzamiento en Estados Unidos. Durante su primera década en la industria, Spears se convirtió en una figura prominente en la música pop y en la cultura popular. Sus primeros dos álbumes la establecieron como un icono pop y rompieron récords de ventas, mientras que canciones como «...Baby One More Time» y «Oops!... I Did It Again» se convirtieron en éxitos internacionales. Los especialistas la acreditaron como la principal fuerza impulsora detrás del renacimiento del pop adolescente a finales de la década de 1990 y la catalogaron como la mejor artista adolescente de todos los tiempos antes de cumplir los 20 años.  
En 2001 lanzó su tercer álbum, Britney, del que se desprendió «I'm a Slave 4 U» y debutó en el cine como protagonista en la película Crossroads (2002). En 2003, recibió a sus 21 años una estrella en el Paseo de la Fama de Hollywood, convirtiéndose en la cantante más joven en recibirla. Ese mismo año asumió el control creativo de su cuarto álbum, In the Zone, el que generó los éxitos «Me Against the Music», «Toxic» y «Everytime». Tras el lanzamiento de su primer álbum de grandes éxitos, Greatest Hits: My Prerogative, con sencillos como «My Prerogative» y el álbum de remezclas B in the Mix: The Remixes, Spears comenzó a sufrir una serie de problemas personales y su carrera entró en receso. En 2007 volvió a la industria musical con su quinto álbum de estudio, Blackout, el que además de ser elogiado por la crítica, generó los éxitos «Gimme More» y «Piece of Me», pese a recibir una escasa promoción. En 2008, su comportamiento errático y su hospitalización la llevaron a estar bajo tutela. A finales del mismo año lanzó su sexto álbum de estudio, Circus, del que se desprendieron los éxitos «Womanizer» y «Circus». En 2009 se embarcó en su gira más ambiciosa, The Circus Starring: Britney Spears, que a nivel mundial se alzó como la quinta de mayor éxito comercial de ese año, con 131,8 millones de dólares recaudados y a finales de ese mismo año lanzó su segundo álbum de grandes éxitos, The Singles Collection, liderado por el sencillo «3».
En 2011 lanzó su séptimo álbum de estudio, Femme Fatale, el que generó los éxitos «Hold It Against Me», «Till the World Ends», «I Wanna Go», y «Criminal», y colaboró en una remezcla del éxito «S&M» de la cantante Rihanna. En 2012 participó como jueza en el programa The X Factor USA y colaboró con will.i.am en el éxito «Scream & Shout». En 2013, lanzó el sencillo «Ooh La La», tema de la película Los Pitufos 2. Después se publicó «Work Bitch», el primer sencillo de su octavo álbum de estudio, Britney Jean, que se lanzó a finales de 2013. Al mismo tiempo comenzó su primera residencia de conciertos de cuatro años, Britney: Piece of Me, que se llevó a cabo en el Planet Hollywood Resort & Casino de Las Vegas. En 2015 publicó el sencillo «Pretty Girls», que cuenta con la colaboración de la rapera australiana Iggy Azalea. En 2016 lanzó su noveno álbum de estudio, Glory, que fue antecedido por el sencillo «Make Me...». En 2019, la batalla legal de Spears por su tutela salió a la luz y se formó un movimiento social en apoyo a la artista, titulado #FreeBritney. En 2021 la tutela terminó luego de su testimonio público en el que acusó a su equipo de gestión y a su familia de abuso.
Según la Recording Industry Association of America (RIAA), desde su debut, Spears es una de las artistas femeninas que ha vendido más grabaciones a nivel mundial y la octava mujer a nivel general en Estados Unidos, con 34 millones de copias certificadas. Hasta marzo de 2014, había vendido más de 34.7 millones de álbumes y 31.3 millones de descargas de canciones solo en los Estados Unidos, donde además es la artista femenina que vendió más álbumes durante la década de 2000. En el Reino Unido ha vendido 3 millones de álbumes y 12 millones de sencillos, y es la quinta solista femenina con mayores ventas de sencillos en la historia. Spears ocupó el primer lugar en la lista de Forbes de las cien celebridades más poderosas e influyentes en el mundo en el año 2002 y es también la octava cantante más mencionada en Internet, según la misma revista. Spears es también una de las cantantes más premiadas en la historia, solo detrás de artistas como Michael Jackson o Whitney Houston. También es la séptima artista más buscada en la historia de YouTube. Su éxito en la industria de la música le ha llevado a introducirse en la industria de los perfumes, además de lanzar su propia línea de lencería bajo el nombre The Intimate Britney Spears. La revista Variety afirmó que gracias a los endosos de sus productos y su carrera musical, Spears había creado un Billion-Dollar Empire, mientras que fue citada en noveno lugar al lado de otras mujeres del entretenimiento en lograr dicha cifra.

## Biografía

### 1981-1997: primeros años e inicios de su carrera
Britney Jean Spears nació el 2 de diciembre de 1981 en McComb, Misisipi, pero se crio en Kentwood, Luisiana. Es la segunda hija de Lynne Irene Spears (de soltera Bridges) y James Parnell Spears. Spears es de ascendencia inglesa por parte de su abuela materna, que nació en Londres, y tiene ascendencia maltesa distante. Su segundo nombre es en honor a su abuela paterna, Emma Jean Spears, quien sufrió abuso físico por parte de su esposo, June Spears, así como la pérdida de uno de sus hijos a los tres días de nacido. Posteriormente, June la internó en el hospital psiquiátrico Southeast Luisiana, en Mandeville, donde se le administró litio de manera involuntaria. En 1966, Emma Jean falleció por suicidio sobre la tumba de hijo. Tiene un hermano mayor, Bryan James (n. 1977) y una hermana menor, Jamie Lynn (n. 1991). A los tres años, comenzó a asistir a clases de baile en su ciudad y fue seleccionada para realizar un solo en el recital anual. Durante su infancia, también asistió a clases de gimnasia y de canto, y ganó varios concursos a nivel estatal y en programas para niños talento. Spears hizo su debut en los escenarios locales a los cinco años, cantando «What Child Is This?» en su graduación de preescolar. Ella dijo acerca de su ambición cuando era niña, «yo estaba en mi propio mundo, [...] me enteraba de lo que debía hacer a una edad temprana».
A la edad de seis años, Spears y su madre Lynne viajaron a Atlanta, Georgia para una audición para la nueva temporada del programa The All New Mickey Mouse Club. El director de casting, Matt Cassella, la rechazó por ser demasiado joven para unirse a la serie en ese tiempo, pero le presentó a Nancy Carson, una agente de talentos de Nueva York. Carson estaba impresionada con la voz de Spears y sugirió su inscripción en la Professional Performing Arts School de Nueva York, poco después, Lynne y sus hijas se mudaron a un apartamento de esa ciudad. Spears fue contratada para su primer papel profesional, como suplente para el papel principal de Tina Denmark en el musical Off-Broadway!, Ruthless. En 1992, Spears hizo su primera aparición en televisión como concursante en el programa Star Search cantando «Love Can Built a Bridge» donde perdió y «I Don't Care» con la cual ganó, a la vez apareció en una serie de comerciales televisivos.
Spears realizó una segunda audición a los once años de edad, para la sexta temporada de The All New Mickey Mouse Club (M.M.C) donde esta vez fue aceptada en 1993. El programa se estrenó con gran éxito en el cual Spears fue una Mouseketeer presentadora de sketches de comedia y de múltiples canciones en vivo junto al elenco, donde conoció a las futuras estrellas pop Christina Aguilera y Justin Timberlake y a los futuros actores Ryan Gosling y Keri Russell. Sin embargo, el programa fue cancelado al final de la temporada siete en 1994. Spears regresó a Kentwood y se matriculó en la Academia Parklane en las cercanías de McComb, Misisipi. A pesar de que hizo amistad con la mayoría de sus compañeros de clase, comparó su escuela con «la escena de apertura de Clueless con todos los grupos sociales. [...] Estaba tan aburrida. Yo era la armadora del equipo de baloncesto. Tuve mi novio, y me fui al baile de Navidad formal. Pero quería más».
En junio de 1997, Spears estaba en conversaciones con el mánager Lou Pearlman para unirse a un grupo de teen pop femenino llamado Innosense. Lynne, su madre, le preguntó a un amigo de la familia y abogado del mundo del entretenimiento, Larry Rudolph, su opinión y presentó una cinta de Spears cantando en una canción karaoke de Whitney Houston, junto con algunas fotos. Rudolph decidió que quería que audicionara para las discográficas, por lo que necesitaba un demo profesional. Él envió a Spears una canción no utilizada de Toni Braxton que ensayó durante una semana y grabó su voz en un estudio con un ingeniero de sonido. Spears viajó a Nueva York con el demo y se reunió con ejecutivos de cuatro discográficas, volviendo a Kentwood el mismo día. Tres de las disqueras la rechazaron, argumentando que el público quería bandas de pop como los Backstreet Boys y las Spice Girls, y «no iba a ser otra Madonna, otra Debbie Gibson, u otra Tiffany».
Dos semanas más tarde, los ejecutivos de Jive Records le devolvieron la llamada a Rudolph. El vicepresidente de A&R, Jeff Fenster señaló sobre la audición de Spears: «Es muy raro escuchar a alguien de esa edad que pueda entregar el contenido emocional y el atractivo comercial. [... ] Para cualquier artista, la motivación, el -'ojo de tigre'- es extremadamente importante. Y Britney tiene eso». Spears interpretó «I Have Nothing» (1992) de Whitney Houston a los ejecutivos y fue contratada por la disquera. Empezó a trabajar con el productor Eric Foster White durante un mes, quien dijo formó su voz «más baja y menos popera», sin lugar a dudas es Britney». Después de escuchar el material grabado, el presidente Clive Calder, ordenó un álbum completo. Spears había previsto originalmente música como la de Sheryl Crow, pero más joven y más adult contemporany, pero se sentía bien con los productores de su disquera, puesto que «tenía más sentido irme hacia el pop, porque puedo bailarlo, es más de mí». Voló a los Cheiron Studios en Estocolmo, Suecia, donde la mitad del álbum fue grabada, de marzo a abril de 1998, con los productores Max Martin, Denniz Pop y Rami, entre otros.

### 1998-2000:...Baby One More TimeyOops!... I Did It Again

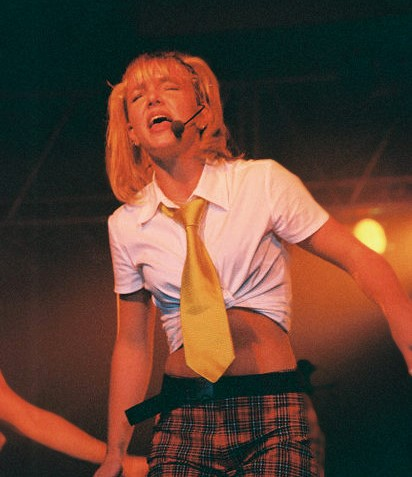
Spears interpretando «...Baby One More Time» durante el Hair Zone Mall Tour en 1999.

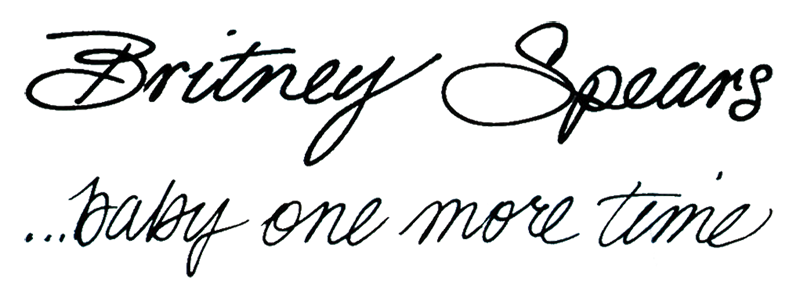
El sencillo «...Baby One More Time» alcanzó el número uno en más de veinte países, gracias a sus millones de ventas físicas a nivel mundial.

Después de que Spears regresó a los Estados Unidos, se embarcó en una gira promocional en un centro comercial, titulada L'Oreal Hair Zone Mall Tour, para promocionar su próximo álbum debut. Su espectáculo consistió en un set de cuatro canciones y estuvo acompañada por dos bailarines de respaldo. Siguió su primera gira de conciertos, como telonera de NSYNC. Su álbum de estudio debut, ...Baby One More Time, fue lanzado el 12 de enero de 1999. Debutó en el número uno del Billboard 200 de Estados Unidos y fue certificado dos veces platino por la Recording Industry Association of America (RIAA) después de un mes. En todo el mundo, el álbum encabezó las listas en quince países y vendió más de 10 millones de copias en un año. Se convirtió en el álbum más vendido de un artista adolescente.
«...Baby One More Time» fue lanzado como sencillo principal del álbum. Originalmente, Jive Records quería que su vídeo musical fuera animado; sin embargo, Spears lo rechazó y sugirió el concepto final de colegiala católica. El sencillo vendió 500.000 copias en su primer día y alcanzó el puesto número uno en el Billboard Hot 100, encabezando la lista durante dos semanas consecutivas. Ha vendido más de 10 millones de copias, lo que lo convierte en uno de los sencillos más vendidos de todos los tiempos. «...Baby One More Time» recibió más tarde una nominación al Grammy a la mejor interpretación vocal pop femenina. La canción principal también encabezó la lista de sencillos durante dos semanas en el Reino Unido y se convirtió en el sencillo más vendido de una artista femenina, con más de 460.000 copias vendidas. Más tarde se convertiría en la canción número 25 de mayor éxito de todos los tiempos en la historia de las listas británicas. Spears es la artista femenina más joven en tener un millón de ventas en el Reino Unido. El tercer sencillo del álbum, «(You Drive Me) Crazy», se convirtió en un éxito entre los diez primeros en todo el mundo e impulsó aún más el éxito del álbum ...Baby One More Time. El álbum ha vendido 25 millones de copias en todo el mundo, lo que lo convierte en uno de los álbumes más vendidos de todos los tiempos. Es el álbum debut más vendido de cualquier artista.
El 28 de junio de 1999, Spears comenzó su primera gira como cabeza de cartel ...Baby One More Time Tour en Norteamérica, que fue recibida positivamente por la crítica. También generó cierta controversia debido a sus atrevidos atuendos. En marzo de 2000 siguió una extensión de la gira, titulada (You Drive Me) Crazy Tour. Spears estrenó canciones de su próximo segundo álbum durante el espectáculo.
Oops!... I Did It Again, el segundo álbum de estudio de Spears, fue lanzado en mayo de 2000. Debutó en el número uno en los Estados Unidos, vendiendo 1,3 millones de copias, rompiendo el récord de Nielsen SoundScan de mayores ventas de debut de cualquier artista solista. Ha vendido más de 20 millones de copias en todo el mundo hasta la fecha, lo que lo convierte en uno de los álbumes más vendidos de todos los tiempos. Rob Sheffield de Rolling Stone dijo que «lo mejor de Oops! - bajo la superficie del queso, la demanda de satisfacción de Britney es compleja, feroz y francamente aterradora, lo que la convierte en una verdadera hija de la tradición del rock & roll». El sencillo principal, «Oops!... I Did It Again», alcanzó la cima de las listas en Australia, Nueva Zelanda, el Reino Unido y muchas otras naciones europeas, mientras que el segundo sencillo, «Lucky», alcanzó el puesto número uno en Austria, Alemania, Suecia y Suiza. El álbum, así como la canción principal, recibieron nominaciones al Grammy por Mejor álbum de pop vocal y Mejor interpretación vocal pop femenina, respectivamente.
El mismo año, Spears se embarcó en la gira Oops!... I Did It Again Tour, que recaudó 40,5 millones de dólares; También publicó su primer libro, Britney Spears' Heart to Heart, coescrito con su madre. El 7 de septiembre de 2000, Spears actuó en los MTV Video Music Awards 2000. A mitad de la actuación, se quitó el traje negro para revelar un mono de lentejuelas color carne, seguido de una intensa rutina de baile. Los críticos lo señalan como el momento en que Spears mostró signos de convertirse en una intérprete más provocativa. En medio de especulaciones en los medios, Spears confirmó que estaba saliendo con el miembro de NSYNC, Justin Timberlake. Spears y Timberlake se graduaron de la escuela secundaria mediante educación a distancia en la escuela secundaria de la Universidad de Nebraska. También compró una casa en Destin, Florida. En sus memorias de 2023, Spears reveló que tuvo un aborto a finales de 2000 mientras salía con Timberlake después de que él dijera que no estaban preparados para la paternidad. Spears calificó el aborto como «una de las cosas más agonizantes que he experimentado en mi vida».

### 2001-2003:Britney,CrossroadseIn the Zone
En enero de 2001, Spears actuó en el espectáculo de medio tiempo del Super Bowl XXXV, junto con Aerosmith, NSYNC, Nelly y Mary J. Blige. Más tarde, tras consolidarse en la industria musical del pop con ...Baby One More Time y Oops!... I Did It Again, la cantante lanzó su tercer álbum de estudio, Britney en noviembre de 2001, en el que, según los críticos, inició su etapa de transición hacia una mujer joven más madura, con leves indicios de que su vida personal no fue siempre totalmente puritana. Por su parte, la producción de Britney, además de incluir a los prestigiosos Max Martin y Rodney «Darkchild» Jerkins, quienes ya habían trabajado anteriormente con Spears, incluyó de manera clave al dúo The Neptunes, el que hasta entonces sólo era reconocido en la industria musical del hip hop.
La parte más importante de la promoción de Britney la conformaron sus cinco sencillos: «I'm a Slave 4 U», «I'm Not a Girl, Not Yet a Woman», «Overprotected», «Boys» y, fuera de Estados Unidos, «I Love Rock 'N' Roll»; además de la gira musical internacional Dream Within a Dream Tour, que generó ganancias mayores a los $43,7 millones. Pese a que los lanzamientos de sus sencillos fueron realizados en un orden cronológico distinto alrededor del mundo, ninguno de ellos consiguió asolar a la industria musical. También durante dicho período, Spears hizo su debut como actriz en la película Crossroads y contribuyó en la banda sonora de Austin Powers in Goldmember. Por su parte, «I'm a Slave 4 U» sobresalió por su estreno en los MTV Video Music Awards 2001, en los que Spears la interpretó con una serpiente pitón albina en sus hombros y por su sugestivo video musical, dirigido por Francis Lawrence.
Britney debutó en el primer lugar de ventas del Billboard 200 de Estados Unidos, donde se convirtió en el tercer álbum número uno consecutivo de la cantante y como un éxito número dos en Europa, donde no logró desbancar del número uno a Invincible de Michael Jackson. En suma, el álbum vendió más de 15 millones de copias alrededor del mundo, con más de 4 millones vendidas sólo en Estados Unidos, donde fue certificado con cuatro discos de platino por la RIAA. Aunque el álbum tuvo buenas ventas, estas fueron un poco inferiores en comparación a las registradas por sus dos predecesores.

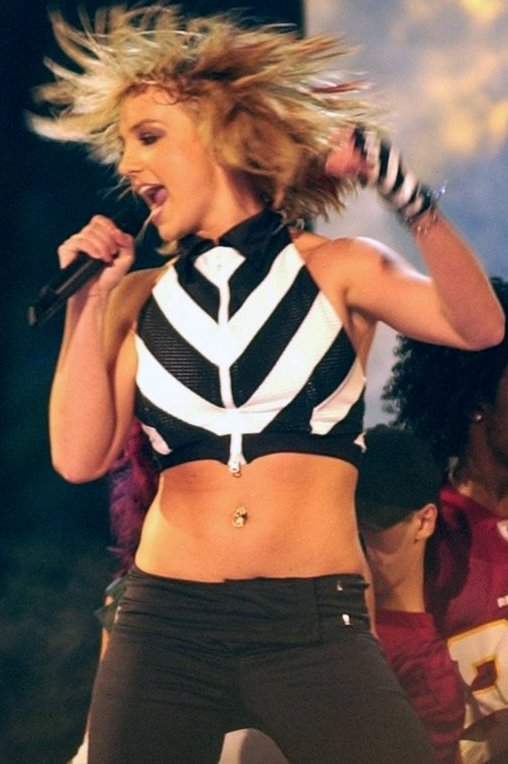
Spears interpretando «Me Against the Music» en el concierto NFL Kickoff Live en septiembre de 2003.

Tras permanecer unos meses fuera de la industria musical, Spears se presentó junto a Madonna y Christina Aguilera en la apertura de los MTV Video Music Awards 2003. En medio de la presentación, Madonna besó en la boca a Spears y Aguilera, lo que inmediatamente fue noticia alrededor del mundo y causó una fuerte reacción de los medios. Tras el polémico beso, Spears lanzó su cuarto álbum de estudio, In the Zone, en noviembre de 2003, en el que, según los críticos, finalizó su período de transición y reflejó su deseo de ser considerada una mujer adulta. Por su parte, In the Zone incluyó la estratégica colaboración de Madonna y abarcó a una variada gama de productores, entre quienes se incluye a R. Kelly y Guy Sigsworth, y a los dúos RedZone y Bloodshy & Avant.
Por su parte, la promoción de In the Zone involucró el lanzamiento de cuatro sencillos: «Me Against the Music» (cantado a dúo con Madonna), «Toxic», «Everytime» y, solo en Estados Unidos, «Outrageous» debido a que la cantante se lesionó la rodilla en la grabación del vídeo musical de este último; además de la controvertida y altamente sexualizada gira internacional The Onyx Hotel Tour, la que pese a haber sido cancelada a medio camino, generó ganancias mayores a los $34 millones. Aunque sus tres primeros sencillos se convirtieron en éxitos número uno a nivel mundial, de ellos sobresalió «Toxic», el primer vídeo censurado de Spears, que tras asolar a la industria musical, se convirtió en el cuarto sencillo más vendido de la década, con ventas mundiales superiores a los 4 millones de copias. Por su parte, su video musical, dirigido por Joseph Kahn, consolidó como un «ícono sexual» a Spears, quien gracias a «Toxic» ganó su primer y, hasta la fecha, único Premio Grammy en la categoría de mejor grabación dance.
Similar a como lo hizo Britney, In the Zone debutó en el primer lugar de ventas en el Billboard 200 de Estados Unidos, donde se convirtió en el cuarto álbum número uno consecutivo de la cantante. Además de ello, vendió aproximadamente tres millones de copias en Estados Unidos, donde fue certificado con dos discos de platino por la RIAA. Por su parte, a nivel mundial el álbum vendió más de 10 millones de copias, de las cuales las registradas sólo en sus seis primeras semanas, le convirtieron en el octavo álbum más vendido alrededor del mundo en el año 2003.

### 2004-2006:Greatest Hits: My Prerogative
A finales de 2004, meses después del accidente que le impidió continuar realizando su gira The Onyx Hotel Tour, Spears lanzó su primer álbum recopilatorio de grandes éxitos, Greatest Hits: My Prerogative, el que además de incluir a casi todos sus sencillos hasta entonces lanzados, también incluyó otras tres canciones inéditas producidas por el dúo Bloodshy & Avant. Por su parte, los críticos le dieron opiniones favorables y le compararon con el exitoso álbum recopilatorio The Immaculate Collection de Madonna.
La promoción del álbum comprendió el lanzamiento de dos sencillos: «My Prerogative» y «Do Somethin'»; siendo solo el primero de ellos lanzado en Estados Unidos, y un sencillo promocional: «I've Just Begun (Having My Fun)». Por su parte, «My Prerogative»; una versión del principal sencillo del cantante de R&B de los años 80, Bobby Brown; fue un éxito número uno en Finlandia, Irlanda, Italia y Noruega, que fracasó en ingresar en la Billboard Hot 100 de Estados Unidos. Ello, pese a que su vídeo musical fue escogido como el mejor del año 2004 por la revista Rolling Stone.
En suma, Greatest Hits: My Prerogative debutó en la posición número cuatro de la Billboard 200 y vendió más de un millón de copias en Estados Unidos, donde fue certificado con disco de platino por la RIAA. Por su parte, sus ventas mundiales se estiman en más de cinco millones de copias; de las cuales las registradas solo en sus dos primeros meses, le convirtieron en el decimotercer álbum más vendido alrededor del mundo en el año 2004.
A mediados de 2005, en un primer intento por no dejar a Spears fuera de la industria musical, fue lanzada la balada «Someday (I Will Understand)» en algunos países de Europa. En el mismo período, el reality show Britney & Kevin: Chaotic fue lanzado en formato DVD con el primer EP de la cantante, Chaotic. A finales de ese mismo año, en un nuevo intento, Sony BMG Music Entertainment, la nueva compañía discográfica de la cantante, lanzó Key Cuts from Remixed, una pincelada de lo que sería su primer álbum de remixes, B in the Mix: The Remixes, el que dado a su nula promoción, solo debutó en la posición número 40 de la Billboard 200 de Estados Unidos, donde vendió unas 200 000 copias. Por su parte, a nivel mundial vendió un millón de copias, lo que lo convierte en el tercer álbum de remezclas más vendidos del mundo. De este se desprendió un sencillo promocional, «And Then We Kiss», en Estados Unidos ha vendido 50 000 copias.

### 2007-2009: regreso a la industria musical,BlackoutyCircus

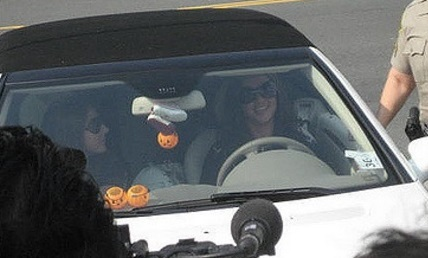
Spears (derecha) en su automóvil en 2007.

Pese a sus abundantes problemas personales, a finales de 2007, Spears lanzó su quinto álbum de estudio, Blackout, el que fue producido, en su mayoría, por el dúo Bloodshy & Avant y por el sugerente productor estadounidense Danja. Aunque la entonces dañada imagen de Spears hacía creer que no ofrecería un buen álbum de estudio, Blackout terminó siendo ampliamente elogiado por los críticos, quienes catalogaron de «elegante, brillante y adictivo» a su sonido electropop con elementos urbanos, inmerso en letras de índole sexual y sensacionalista. En suma, este fue catalogado, anticipadamente, como el álbum de estudio del regreso de Spears, después de cuatro años desde el lanzamiento de In the Zone.
Sin embargo, pese a los elogios, la promoción de Blackout solo comprendió una única presentación de Spears y el lanzamiento de tres sencillos: «Gimme More», «Piece of Me» y «Break the Ice»; de los cuales sobresalieron los dos primeros, por sus variados logros comerciales. «Gimme More» alcanzó la posición número tres del Billboard Hot 100 de Estados Unidos y se alzó como el entonces segundo sencillo mejor posicionado de Spears en dicho ranking. Por su parte, la cantante interpretó «Gimme More» en la apertura de los MTV Video Music Awards 2007. En la actuación, Spears se mostró confundida y sin interés en continuar, además del uso de playback y su coreografía deficiente. La presentación recibió opiniones muy negativas de los críticos y generó un revuelo inmediato en la audiencia y los medios.
Pese a la polémica presentación de «Gimme More», el álbum debutó en las primeras posiciones de numerosos rankings de ventas de álbumes, llegando a convertirse en un éxito número uno en Europa y, en solo dos meses, en el 32.º álbum más vendido en todo el mundo en el año 2007. Todo, pese a haberse filtrado semanas antes de su lanzamiento en internet. Por su parte, en Estados Unidos, Blackout debutó en la posición número dos del Billboard 200, tras un controvertido cambio de políticas realizado a última hora por la revista Billboard, que le impidió debutar en el número uno en dicho ranking. No obstante, sus ventas mundiales se estancaron en tres millones de copias, sin conseguir devolverle a Spears el apogeo comercial que disfrutó a comienzos de su carrera. Finalmente, en 2012, el álbum fue certificado con disco de platino por la RIAA, por sus ventas de un millón de copias en Estados Unidos. Pese a todo, gracias a Blackout, la cantante ganó numerosos premios, incluyendo tres estatuillas en los MTV Video Music Awards 2008 por el video musical de «Piece of Me», que unido a la superación de sus problemas personales y la reivindicación de su imagen, le serviría de plataforma para iniciar el que sería catalogado como su definitivo regreso a la industria musical. En 2012, Blackout ingresó en el Salón de la Fama del Rock and Roll.

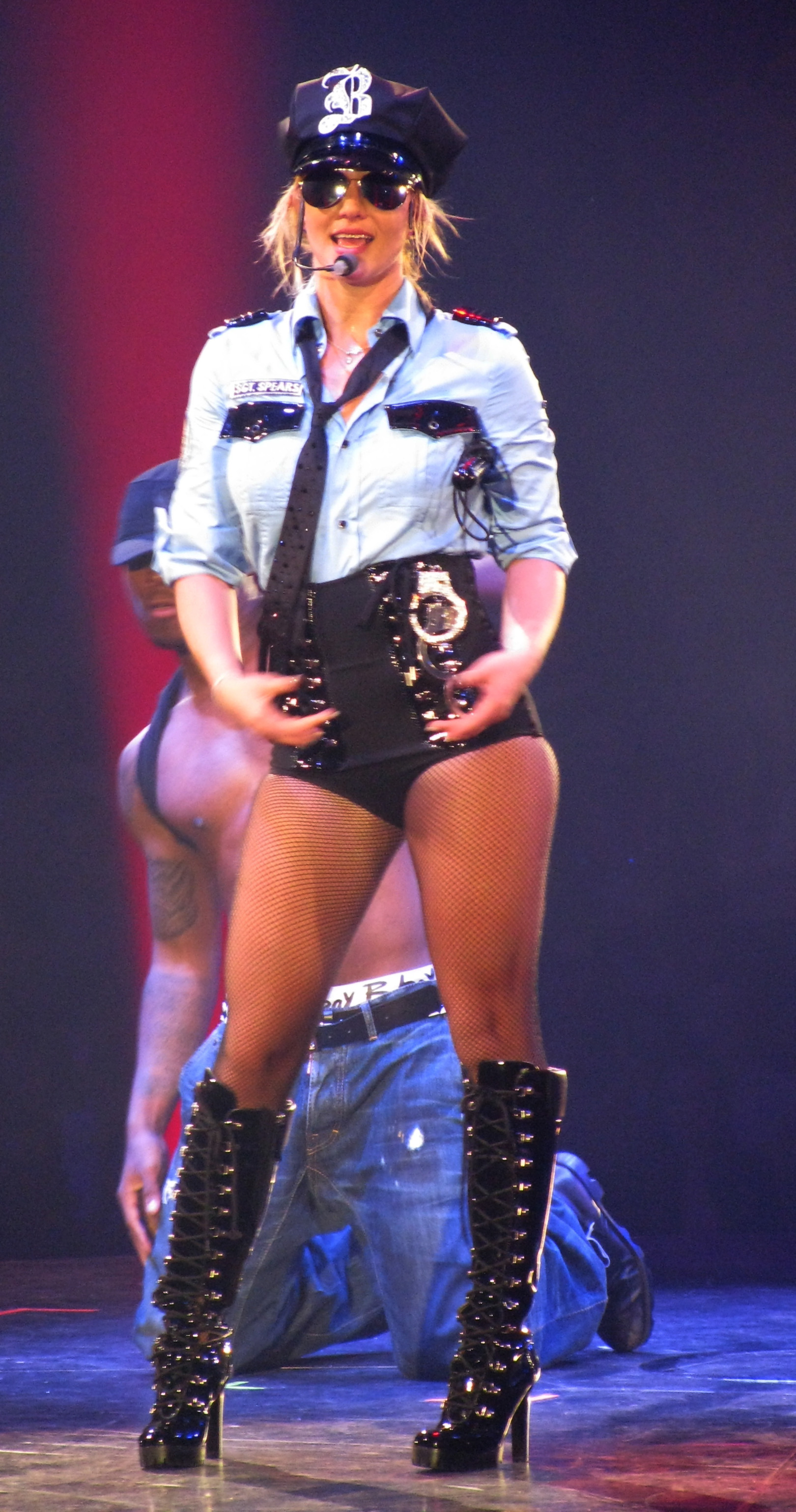
Spears durante su gira The Circus Starring: Britney Spears en 2009.

En un nuevo y definitivo intento por recuperar su apogeo, a finales del año 2008, en fechas cercanas al día de su vigésimo séptimo cumpleaños, Spears lanzó su sexto álbum de estudio, Circus, para cuya producción reclutó al dúo novato The Outsyders, al elogiado productor estadounidense Dr. Luke y a cuatro productores prestigiosos que habían respaldado etapas diferentes de la carrera de la cantante: Max Martin, Bloodshy & Avant, Guy Sigsworth y Danja. Los críticos sostuvieron que sus canciones dance pop y baladas estaban diseñadas para marcar el regreso definitivo de Spears.
La promoción del álbum involucró cuatro sencillos: «Womanizer», «Circus», «If U Seek Amy» y «Radar»; de los cuales el primero se alzó, casi una década después, como el segundo éxito número uno de Spears en la Billboard Hot 100 de Estados Unidos, donde rompió récords de ventas de descargas. Su promoción también abarcó presentaciones en cinco países, siendo la principal la realizada en los Premios Bambi 2008 de Alemania, además de Britney: For the Record, un documental en el que la cantante se refirió a la superación de sus problemas, y de The Circus Starring: Britney Spears, la quinta gira más exitosa del año 2009, tras recaudar 131,8 millones de dólares con noventa y siete espectáculos.
Con todo, Circus debutó y figuró durante varias semanas entre los álbumes más vendidos, llegando a convertirse en éxito número uno en Estados Unidos y Europa, y en menos de un mes, en el 15.º álbum más vendido en todo el mundo en el año 2008. En Estados Unidos debutó como el quinto número uno de Spears en la Billboard 200, donde la convirtió en la única artista que ha hecho debutar a cuatro álbumes con ventas récords superiores a las 500 000 copias. A nivel mundial vendió más de 4,5 millones de copias, con 1,7 millones vendidas solo en Estados Unidos, donde fue certificado con disco de platino por la RIAA.
A finales del año 2009, la cantante lanzó su segundo álbum recopilatorio, The Singles Collection, a modo de celebración de diez años de carrera. El único sencillo inédito del álbum, «3», fue producido por Max Martin y Shellback, y debutó, directa y paradójicamente, como el tercer éxito número uno de Spears en la Billboard Hot 100 de Estados Unidos, donde ningún sencillo había conseguido debutar como tal en tres años. Por su parte, The Singles Collection alcanzó la vigésimo segunda posición de la Billboard 200 de Estados Unidos y vendió 266 000 copias en el país y 755 000 copias en todo el mundo. Luego, con 38,8 millones, Spears fue ubicada en la quinta posición de la lista Money Makers 2009 de Billboard.

### 2010-2012:Femme FataleyThe X Factor

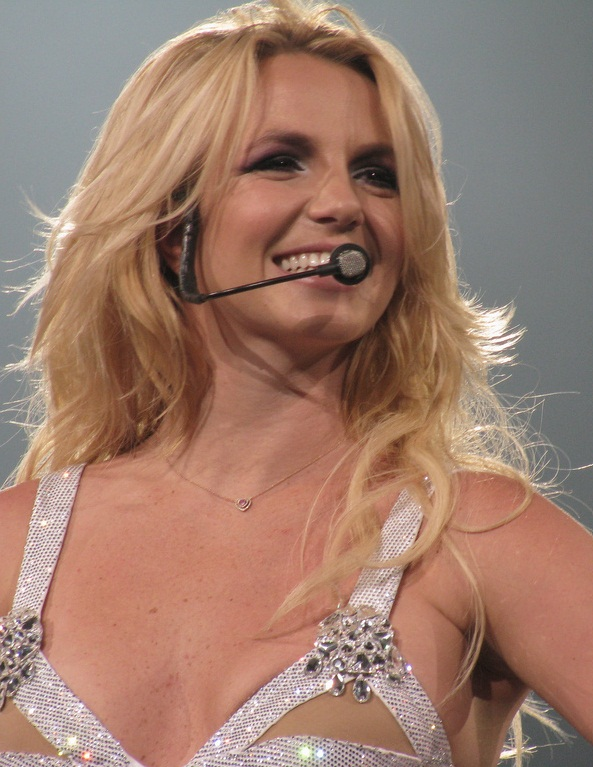
Spears durante su gira Femme Fatale Tour en 2011.

Tras consolidar su regreso a la industria de la música, Spears se mantuvo en un bajo perfil público en el año 2010. Pese a ello, la revista Forbes la ubicó en la posición N.º 13 de su ranking del año, con $64 millones, siendo la segunda artista musical con mayores ingresos anuales en el ranking, después de Beyoncé.
En marzo de 2011, la cantante lanzó su séptimo álbum de estudio, Femme Fatale, un álbum de dance pop contemporáneo con influencias de géneros de música electrónica como el dubstep, que fue catalogado por los críticos como uno de los mejores de su carrera. Spears se lo dedicó a sus fanes y lo describió como «un tributo para las mujeres y los hombres poderosos, llenos de confianza, divertidos y sexis». Su lanzamiento fue antecedido por sus dos primeros sencillos: «Hold It Against Me» y «Till the World Ends». El primero se convirtió en el cuarto éxito número uno de Spears en la lista Billboard Hot 100 de Estados Unidos, luego de romper récords en las radios y en ventas de descargas. El segundo alcanzó la posición N.º 3 en dicha lista y se convirtió en uno de sus mayores éxitos radiales en el país. En el mismo período Spears colaboró en una remezcla del sencillo «S&M» de la cantante barbadense Rihanna, el que le valió a ambas un nuevo éxito N.º 1 en la Billboard Hot 100.
Con el respaldo de sus sencillos, Femme Fatale debutó entre los diez álbumes más vendidos en las listas de numerosos países. La principal fue la Billboard 200 de Estados Unidos, donde se convirtió en el sexto álbum número uno de Spears, luego de vender 276 000 copias durante su semana de publicación. Tras ello, fue certificado disco de platino por RIAA, acreditando un millón de copias comercializadas en el país; dándole a la cantante parte de un total de 35 millones de álbumes certificados por la asociación y consolidando su lugar como la octava solista con mayores niveles de álbumes comercializados en la historia de la industria de la música de Estados Unidos.
Los sencillos siguientes fueron «I Wanna Go» y «Criminal». El primero se convirtió en su décimo segundo éxito top 10 en Estados Unidos, donde registró la primera instancia en su carrera en la que ubicó cinco temas como tal de manera consecutiva. El acontecimiento convirtió a Femme Fatale en su primer álbum con tres éxitos top 10 en el país y a ella en la tercera artista femenina con más top 10 desde su debut. Paralelamente, entre junio y diciembre de 2011, realizó la gira internacional Femme Fatale Tour, la undécima más exitosa del año, con $69,1 millones recaudados con ochenta espectáculos. Entre aquellos meses fue homenajeada en los MTV Video Music Awards 2011, lanzó su segundo álbum de remezclas, B in the Mix: The Remixes Vol. 2, y su primera gira en DVD en nueve años, Britney Spears Live: The Femme Fatale Tour, la que fue certificada de platino por la RIAA, tras comercializar más de 200 000 copias en Estados Unidos.

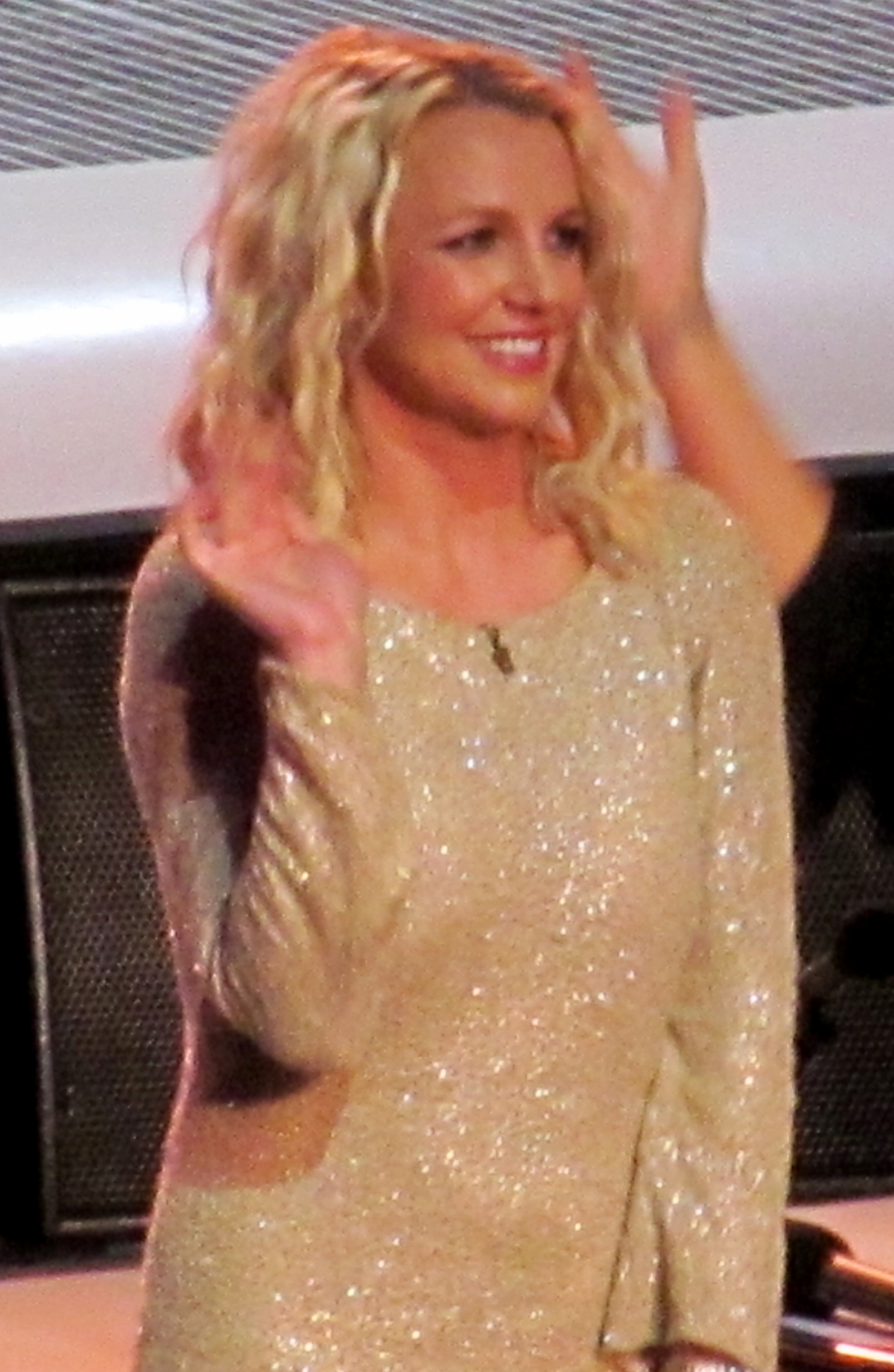
Spears durante una emisión de The X Factor.

En abril de 2012, firmó como rostro del juego Twister Dance de Hasbro, marca para la que grabó un comercial dirigido por Ray Kay, en el que interpreta una remezcla exclusiva de «Till the World Ends». Luego de varios rumores, el 14 de mayo de 2012, Fox confirmó que Spears firmó por $15 millones como jueza de la segunda temporada de la versión estadounidense del programa The X Factor, junto a Simon Cowell, L.A. Reid y Demi Lovato. La competencia culminó el 20 de diciembre de 2012 con la victoria del cantante country Tate Stevens, mientras que el segundo lugar lo obtuvo una de las protegidas de Spears, la adolescente Carly Rose Sonenclar.
En agosto de 2012, Spears tenía 19 millones de seguidores en Twitter, siendo la quinta artista con más seguidores en la red social. Paul Grein de Yahoo! la destacó por ser la artista más longeva de los cinco y citó: «Su continua capacidad de fascinar es notable». En noviembre de 2012, will.i.am y Spears estrenaron el sencillo «Scream & Shout», desprendido del cuarto álbum de estudio del rapero, #willpower (2013). El tema se convirtió en el sexto número uno de Spears en el Reino Unido y en su decimotercer sencillo que figuró entre los diez primeros lugares en Estados Unidos, donde alcanzó el número tres. En diciembre de 2012, Forbes la nombró la artista femenina que tuvo mayores ingresos durante el año, con $58 millones de dólares. Posteriormente, Spears dio a conocer su salida de The X Factor USA a través de un comunicado en el que expresó: 

He tomado la difícil decisión de no regresar para otra temporada. Tuve un tiempo increíble haciendo el programa, amo a los otros jueces y estoy muy orgullosa de mis adolescentes (Carly Rose Sonenclar, Diamond White, Beatrice Miller y Arin Ray), pero es el momento de que vuelva al estudio de grabación. El verlos a todos hacer lo suyo en ese escenario todas las semanas, me hizo extrañar mucho hacer presentaciones. No puedo esperar a volver allí y hacer lo que más me gusta.
Spears declaró sobre su salida de The X Factor USA.

### 2013-2015:Britney JeanyBritney: Piece of Me

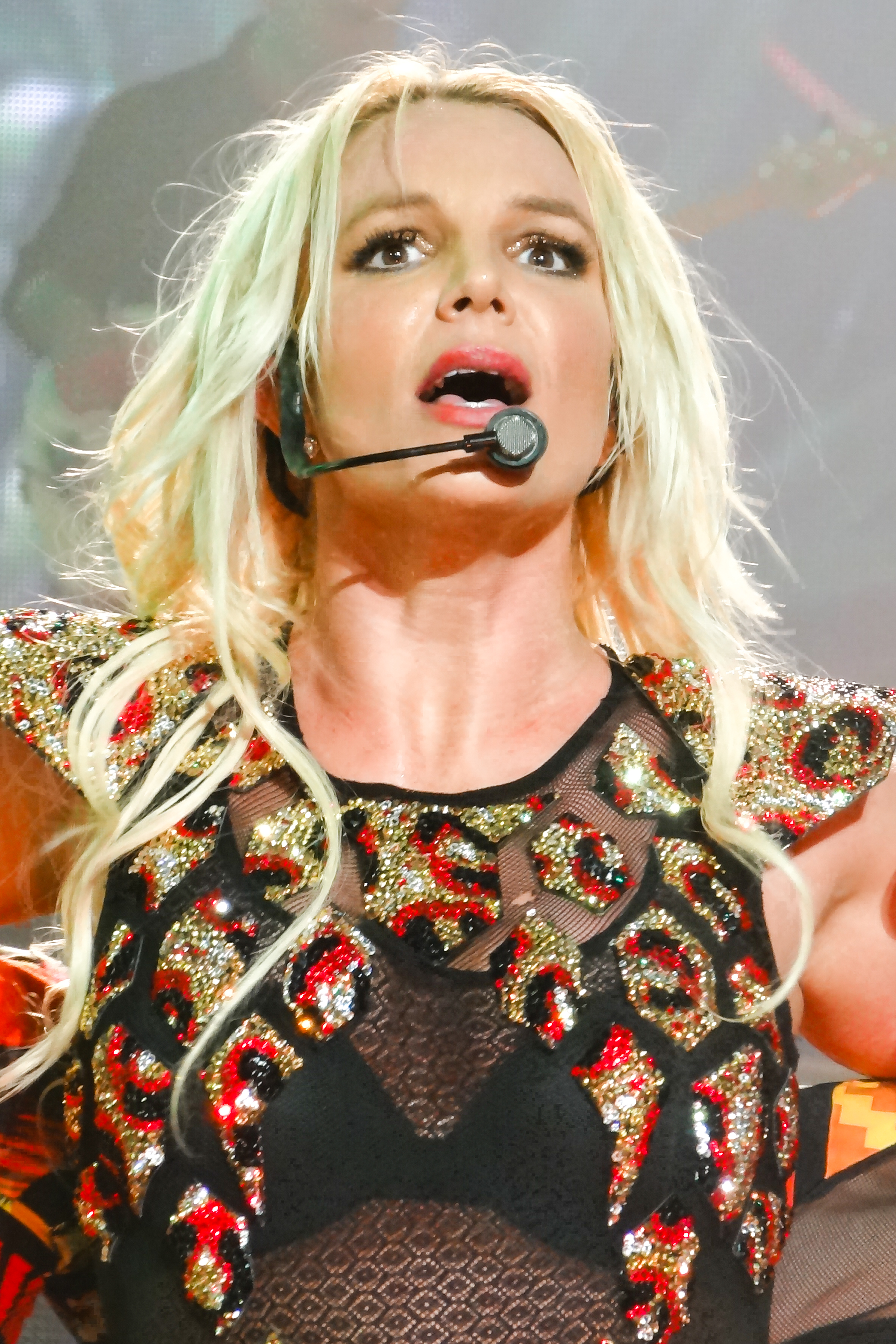
Spears durante su residencia de conciertos Britney: Piece of Me.

Justo antes de finalizar 2012, Spears comenzó a grabar su octavo álbum de estudio, Britney Jean, correspondiente al último trabajo que acordó por contrato con Jive Records. En respuesta, MTV y los lectores de Rolling Stone y Billboard lo catalogaron como uno de los álbumes más esperados de 2013. En enero de 2013, Spears firmó con Creative Artists Agency, agencia que desde entonces la representa. En relación con el nuevo álbum, en mayo de 2013, will.i.am confirmó que sería el productor ejecutivo. Especificó que intentaría ser el «vehículo» entre la cantante y sus seguidores, y que el álbum tendría un enfoque mucho más personal. En junio de 2013, Spears publicó «Ooh La La», una canción que grabó para la banda sonora de la película Los Pitufos 2, cuyo vídeo musical contó con la aparición de sus dos hijos. Previo al estreno, la cantante sostuvo: «Siempre he amado a los Pitufos, desde que era niña, y ahora mis hijos son los mayores fans de la serie, [así que] quería sorprenderlos».
En septiembre de 2013, Spears lanzó «Work Bitch» como el primer sencillo del álbum, y posteriormente apareció en el programa Good Morning America para anunciar su residencia de conciertos de dos años en Planet Hollywood Resort & Casino en Las Vegas, llamada Britney: Piece of Me, la que se rumoreó durante meses y cuyo contrato le prohíbe presentarse en otros escenarios. En esa misma aparición, Spears confirmó que Britney Jean sería lanzado en diciembre del mismo año. En el mismo mes, se confirmó que Spears colaboró en «SMS (Bangerz)», tema que dio su título al cuarto álbum de estudio de Miley Cyrus, Bangerz (2013). mientras que en noviembre se lanzó el segundo y último sencillo de Britney Jean, la balada «Perfume». Spears habló sobre el tema: «"Perfume" habla de algo muy cercano, que además le puede pasar a cualquiera. Creo que todo el mundo ha vivido situaciones de inseguridad durante una relación que te convierten en una persona más vulnerable». El sencillo recibió comentarios mayoritariamente positivos por parte de los críticos musicales, quienes elogiaron la interpretación de Spears diciendo que canción sería «inolvidable» dado que la cantante no había lanzado una balada como sencillo en mucho tiempo. El vídeo musical del sencillo, antes de ser publicado, generó polémica en el equipo de la cantante, ya que según su director, Joseph Kahn, fue altamente censurado respecto al vídeo originalmente ideado por Kahn. El director expreso: «si les gustó la versión débil, les apuesto que les encantará la versión fuerte. Nadie sabe lo que se están perdiendo, lo cual es mucho…». Finalmente fue publicado un cortometraje más sencillo ya que, supuestamente, la versión original del videoclip era «demasiado violento». Con el tiempo el disco se convirtió en el álbum menos vendido en la carrera de Spears hasta el momento, debido a la escasa promoción provocada por los compromisos de la cantante con su residencia en Las Vegas. Asimismo, pese a no ser lanzada como sencillo, la canción «Alien», una de las favoritas de los fanáticos y de la cantante, alcanzó el puesto número 8 en el US Bubbling Under Hot 100 Singles.
En enero de 2014, Spears ganó el premio de Artista Pop Favorita en los People's Choice Awards 2014, mientras que en agosto del mismo año, anunció el lanzamiento de su primera línea de ropa íntima, The Intimate Britney Spears. En mayo de 2015, publicó su sencillo «Pretty Girls» en colaboración con la rapera australiana Iggy Azalea, el cual presentaron en los Billboard Music Awards 2015. La presentación generó la mayor audiencia de los premios en 15 años, en lo que representó el regreso de Spears a las presentaciones en vivo como artista principal en Estados Unidos, después de 8 años desde su polémica presentación de «Gimme More» en los MTV Video Music Awards 2007. Al mes siguiente se confirmó que la cantante colaboró en una versión de «Tom’s Diner» con Giorgio Moroder, para el decimonoveno álbum de estudio del disc jockey, Déjà Vu (2015). En 2015, Spears también asistió a las premiaciones Teen Choice Awards y MTV Video Music Awards.

### 2016-2018:Glory, continuación de la residencia en Las Vegas y gira mundial Piece of Me

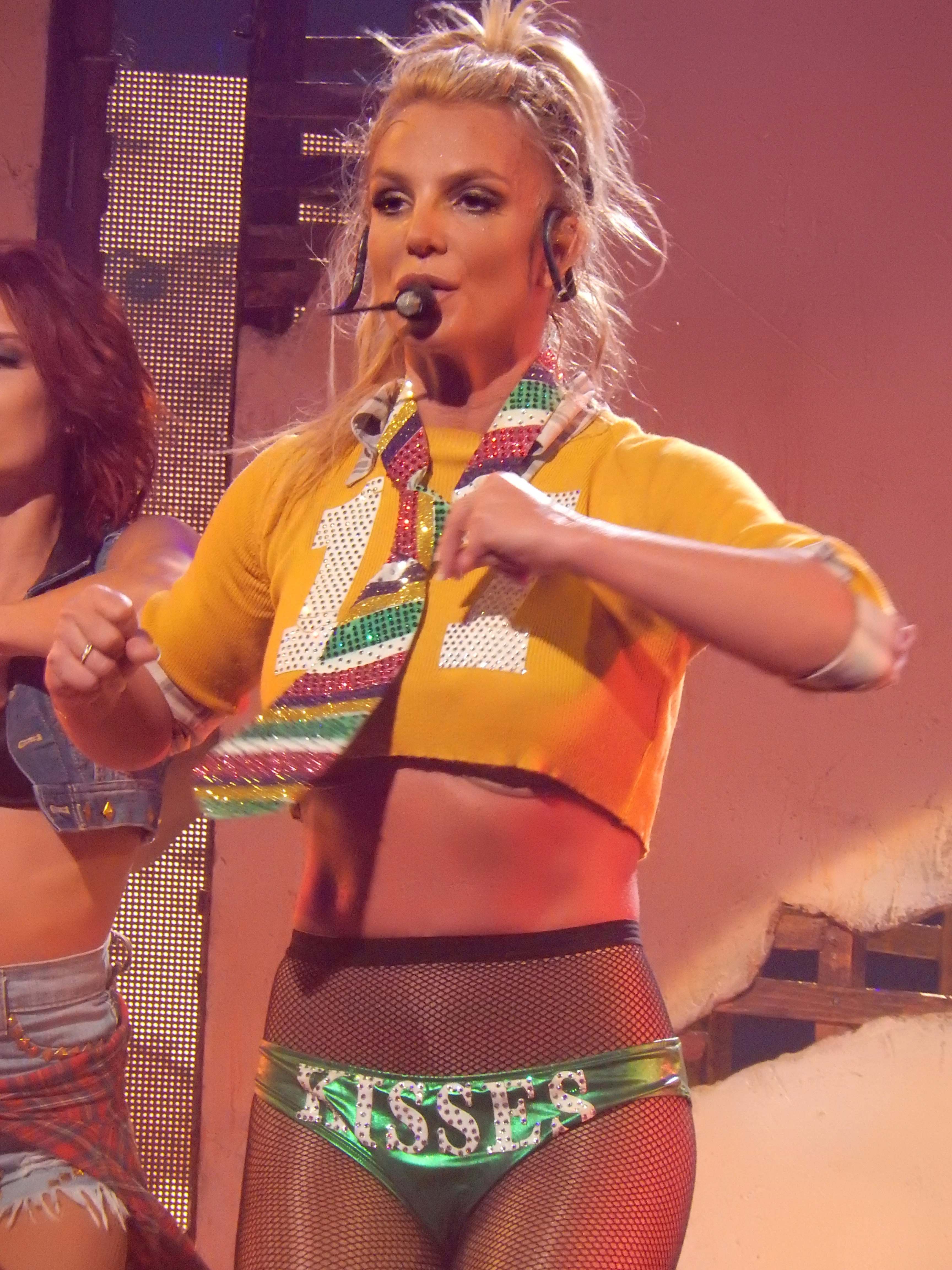
Spears en 2016, durante el Apple Music Festival en Londres.

En 2016, Spears confirmó a través de las redes sociales que había comenzado a grabar su noveno álbum de estudio. El 1 de marzo de 2016, V Magazine anunció que Spears aparecería en la portada de su edición número 100, fechada para el 8 de marzo de 2016, además de revelar tres portadas diferentes tomadas por el fotógrafo Mario Testino para la publicación de la revista. El redactor jefe de la revista, Stephen Gan, reveló que Spears fue seleccionada para ser la portada «V100» debido a su estatus como un ícono en la industria. En la decisión, Gan dijo: «¿Quién en nuestro mundo no creció escuchando su música?». En mayo de 2016, Spears lanzó una aplicación de juego titulada Britney Spears: American Dream. La aplicación creada por Glu Mobile, fue publicada a través de las tiendas iOS y Google Play. El 22 de mayo de 2016, Spears interpretó una mezcla de sus más exitosos sencillos en la ceremonia de los Billboard Music Awards 2016. Además de abrir la ceremonia, Spears fue honrada con el prestigioso Billboard Millennium Award.
El 14 de julio de 2016, Spears lanzó «Make Me...», el primer sencillo de su noveno álbum de estudio que cuenta con la colaboración del rapero estadounidense G-Eazy. El álbum, Glory, fue lanzado el 26 de agosto de 2016. El 16 de agosto de 2016, MTV y Spears anunciaron que se presentaría en los MTV Video Music Awards 2016. La actuación marcó el regreso de Spears a los escenarios de los VMAs, después de nueve años desde su polémica interpretación de «Gimme More» en 2007. Junto con «Make Me ...», Spears y G-Eazy también interpretaron la canción «Me, Myself & I» correspondiente de este último. Spears apareció en la portada de Marie Claire UK para el número de octubre de 2016. En la publicación, Spears reveló que había sufrido una ansiedad paralizante en el pasado, y que la maternidad jugó un papel importante en ayudarla a superarla. «Mis hijos no se preocupan si todo no es perfecto, no me juzgan», dijo Spears en el número. El 16 de noviembre de 2016, tras 4 meses desde la publicación de «Make Me...», Spears lanzó una remezcla de la canción «Slumber Party», con la colaboración de la cantante estadounidense Tinashe como el segundo sencillo de Glory.
En noviembre de 2016, durante una entrevista con Las Vegas Blog, Spears confirmó que ya se encuentra trabajando en su próximo álbum de estudio, diciendo: «No estoy segura de como quiero que suene el próximo álbum. Estoy muy emocionada de volver al estudio y de hecho ya he vuelto a grabar». En enero de 2017, Spears recibió cuatro victorias de cuatro nominaciones en la 43.ª entrega de los Premios People's Choice, incluyendo artista pop favorito, artista femenina, celebridad de redes sociales y colaboración cómica para un sketch con Ellen DeGeneres para The Ellen DeGeneres Show. En marzo de 2017, Spears anunció una gira internacional llamada Britney: Live In Concert, la cual se convirtió en la primera en seis años desde su gira mundial Femme Fatale en 2011. Durante junio y julio Spears se presentó por primera vez en Filipinas, Taiwán, Tailandia, Hong Kong e Israel.
El 29 de abril de 2017, Spears se convirtió en la primera cantante en recibir el premio Icono en los Radio Disney Music Awards de 2017. El 4 de noviembre de 2017, Spears asistió a la gran inauguración del Campus Britney Spears del Nevada Childhood Cancer Foundation en Las Vegas. Más tarde ese mes, Forbes anunció que Spears era la octava cantante femenina con mayor ingresos, ganando $34 millones en 2017. El 31 de diciembre de 2017, Spears se presentó por última vez en Las Vegas con su espectáculo final del Britney: Piece of Me. Según los informes, la última fecha aportó $1.172 millones, estableciendo un nuevo récord de taquilla para un solo show en Las Vegas, y rompiendo el récord anteriormente ocupado por Jennifer Lopez. El último show fue transmitido en vivo con presentaciones de «Toxic» y «Work Bitch» transmitidas en la víspera de Año Nuevo Rock Clark de Dick Clark a una audiencia récord de 25,6 millones.
El 8 de enero de 2018, Spears lanzó su 24.º fragancia con Elizabeth Arden, Sunset Fantasy y anunció su gira de verano Britney: Piece of Me con espectáculos en Norteamérica y Europa. Las entradas para el espectáculo se agotaron en cuestión de minutos, lo que provocó que se anunciaran fechas adicionales debido a la alta demanda. También se anunció que Pitbull la acompañaría en los actos de apertura para el tramo europeo. La gira logró posicionarse en los puestos 86 y 30 en la lista Pollstar's 2018 Year-End Top 100 Tours, tanto en Norteamérica como a nivel mundial. La gira recaudó un total de $54.3 millones de dólares con 260,531 entradas vendidas, fue la sexta gira femenina más vendida de 2018, y la segunda gira femenina más vendida del Reino Unido en 2018. El 20 de marzo de 2018, Spears fue anunciada como parte de una campaña para la marca de moda francesa Kenzo. La compañía comentó que su objetivo era sacudir el mundo de la moda con la campaña 'La Collection Memento n.º 2' de Spears. El 12 de abril de 2018, Spears fue honrada con el premio GLAAD Vanguard en los GLAAD Media Awards por su papel en «acelerar la aceptación de la comunidad LGBTQ». El 27 de abril de 2018, Epic Rights anunció una nueva asociación con Spears para presentar su propia línea de moda en 2019, que incluiría ropa deportiva, accesorios y productos electrónicos. En julio de 2018, Spears lanzó su primera fragancia unisex, Prerogative. En octubre de 2018, Spears se presentó en el Gran Premio de los Estados Unidos de la Fórmula 1 en Austin, la cual se convirtió en la última fecha de la gira de verano, Britney: Piece of Me. El 18 de octubre de 2018, Spears anunció una nueva residencia en Las Vegas, Britney: Domination, que tendría lugar en el Park MGM's Park Theatre en 2019. Se anunció que Spears ganaría alrededor de $507,000 por espectáculo, lo que la habría convertido en la cantante mejor pagada de Las Vegas.

### 2019-2021: Disputa por la tutela, #FreeBritney y acusaciones de abuso
El 4 de enero de 2019, Britney anunció la cancelación de su residencia debido a la salud de su padre. Según su equipo, el padre de Spears habría sufrido una ruptura de colon casi fatal. Asimismo, su equipo anunció que la cantante pondría en pausa su carrera, dejando todas las actividades y compromisos en espera, con el motivo que Spears pasara más tiempo con su familia. En marzo de 2019, el co-tutor de Spears, Andrew Wallet, renuncia a su cargo. Ese mismo mes, según se informó, Spears ingresó en un centro psiquiátrico para concentrarse en el autocuidado en medio del estrés causado por la enfermedad de su padre.
Durante el siguiente mes, el podcast Britney's Gram estrenó un episodio donde informaban, según información de manera anónima de un auxiliar jurídico, que Spears había sido retenida contra su voluntad en el centro psiquiátrico desde enero de 2018. Se alegaba que su hospitalización y la cancelación de Domination fueron ordenadas por el padre de Spears después de que ella decidiera no tomar su medicamento y violar las reglas impuestas por su tutela, específicamente la conducción de su auto. Britney's Gram y varios medios de comunicación cuestionaron la duración de la tutela, ya que se suponía que terminaría después de la gira Circus en 2009. Esto dio origen al movimiento #FreeBritney, que recibió el apoyo de varias celebridades, como Cher, Miley Cyrus y Paris Hilton, y así como también el de la organización sin fines de lucro American Civil Liberties Union.
Después del podcast, los fanáticos realizaron una protesta frente al West Hollywood City Hall, cuestionando la prolongada tutela y sugiriendo que Spears estaba detenida en contra de su voluntad. 
Dos días después Spears declaró que «todo estaba bien», y que había abandonado las instalaciones el 26 de abril. En mayo de 2019, durante una audiencia, la jueza Brenda Penny ordenó «una evaluación pericial» de la tutela. En septiembre, el exmarido de Spears, Kevin Federline, obtuvo una orden de alejamiento contra el padre de Spears luego de un presunto altercado físico entre Jamie y su hijo Sean Preston. La encargada de cuidados de Spears desde hace mucho tiempo, Jodi Montgomery, reemplazó temporalmente a Jamie Spears como su tutora el 10 de septiembre. Ese mismo mes, una audiencia resultó en que «no se tomaron decisiones» sobre el arreglo. En febrero de 2020 un museo emergente interactivo dedicado a Spears llamado The Zone abrió en Los Ángeles. En mayo, el arreglo temporal se extendió hasta agosto debido a la pandemia del COVID-19. Durante el mismo mes, lanzó la pista «Mood Ring» como cuarta canción promocional de su álbum Glory (2016) junto con el relanzamiento del mismo incluyendo una nueva portada para la versión estándar.

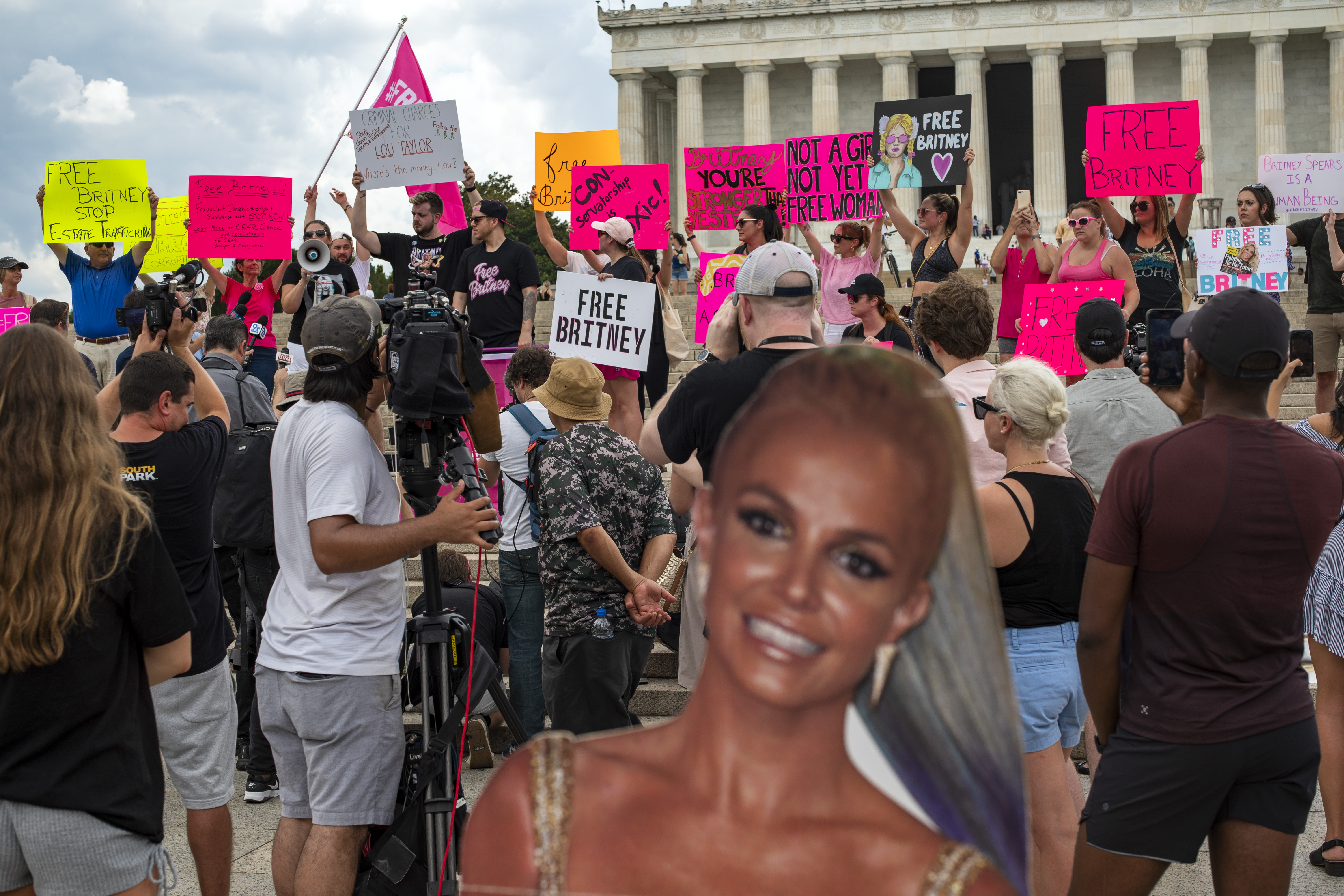
El movimiento #FreeBritney frente al Lincoln Memorial, 2021

En agosto de 2020, Jamie Spears calificó el movimiento #FreeBritney como «una broma» y a sus organizadores como «teóricos de la conspiración». El 17 de agosto, el abogado designado por el tribunal de Spears, Samuel D. Ingham III, presentó un expediente judicial que documentaba el deseo de Spears de modificar su tutela para «reflejar [...] su estilo de vida actual y sus deseos declarados», para nombrar a Montgomery como su tutor permanente, y reemplazar a Jamie Spears con «un fiduciario corporativo calificado» como su gerente de asuntos financieros. Cuatro días después, un juez extendió la versión establecida de la tutela hasta febrero de 2021. El mes siguiente, Ingham presentó una moción para abrir el caso al escrutinio público y oponerse a la solicitud de Jamie Spears de mantenerlo en privado. Luego de que el abogado de Spears declarara que: «Britney no volverá a trabajar hasta que su padre sea retirado de su tutela», RCA, sello discográfico de la cantante, publicó una nueva canción promocional titulada «Swimming in the Stars» junto con la reedición 2020 de la versión de lujo de su último álbum de estudio Glory (2016).
Framing Britney Spears, un documental que narra la tutela de Spears impuesta hace 13 años, se estrenó en FX en febrero de 2021. Más tarde, Spears revelaría que había visto partes del documental, afirmando que estaba «avergonzada por la luz que le pusieron» y que «lloró durante dos semanas» después de la transmisión inicial. Sin embargo, agregó que «[Yo] hago lo que puedo conmigo misma para tratar de mantener mi propia alegría... amor... y felicidad». En marzo de 2021, Ingham presentó una petición para reemplazar permanentemente a Jamie con Montgomery como tutor de Spears. En la presentación, citó una orden de 2014 que determinaba que Spears tenía una «incapacidad para dar su consentimiento a cualquier forma de tratamiento médico» como el motivo de la solicitud para instaurar a Montgomery de manera permanente.
El 22 de junio de 2021, poco antes de que Spears hablara ante el tribunal, The New York Times obtuvo documentos judiciales confidenciales que indicaban que Spears ha estado presionando durante años para poner fin a su tutela. El 23 de junio, Spears habló ante la corte, calificando a la tutela de «abusiva» y revelando mucho más sobre el estado de la misma:

«He mentido y le he dicho al mundo entero que estoy bien y feliz, [...] Si dijera eso lo suficiente, tal vez me haría feliz. Estoy en estado de shock. Estoy traumatizada. Estoy tan enojada, es una locura. [...] Tengo miedo de la gente. No confío en la gente por lo que he pasado, [...] No está bien que me obliguen a hacer algo que no quiera hacer. [...] Realmente creo que esta tutela es abusiva. No siento que pueda vivir una vida plena».
Britney Spears, hablando ante la corte el 23 de junio

La declaración judicial obtuvo una amplia cobertura mediática y generó más de 1 millón de acciones en Twitter, más de 500.000 mensajes con el hashtag #FreeBritney y más de 150.000 mensajes con un nuevo hashtag que hace referencia a la comparecencia ante el tribunal, #BritneySpeaks. El 1 de julio de 2021, Bessemer Trust le pidió al juez que les permitiera retirarse de la tutela, diciendo que habían sido engañados y habían entrado en el acuerdo con el entendido de que la tutela era voluntaria. El mismo día, los senadores Elizabeth Warren y Bob Casey Jr. pidieron a las agencias federales que aumentaran la supervisión de los sistemas de tutelajes del país. El mánager de Spears desde hace 25 años, Larry Rudolph, renunció el 6 de julio citando que Britney tiene la «intención de retirarse oficialmente» y más tarde ese mismo día, se informó que el abogado designado por la corte de Spears, Samuel Ingham, planeaba presentar documentos a la corte pidiendo ser destituido.
En la audiencia del 14 de julio, la jueza Penny aprobó las renuncias de Bessemer Trust y del abogado Sam Ingham. El tribunal también aprobó la solicitud de Spears de contratar al abogado Matthew S. Rosengart para que la represente. Rosengart informó al tribunal que estaría trabajando para terminar la tutela. Más tarde ese día, Spears por primera vez respaldó públicamente el movimiento #FreeBritney, usando el hashtag en una descripción de una publicación de Instagram. Spears dijo que se sintió «bendecida» después de obtener una «representación real», refiriéndose a la decisión de la jueza Penny de permitirle elegir su propio abogado.
El 26 de julio de 2021, Rosengart presentó una petición para destituir a Jamie como tutor de la herencia de Spears y reemplazarlo por Jason Rubin, contador público y certificado en Certified Strategies Inc. en Woodland Hills, California. El 12 de agosto, Jamie acordó renunciar como tutor en una fecha futura, y sus abogados declararon que quería «una transición ordenada a un nuevo tutor». El 7 de septiembre de 2021, Jamie presentó una petición para poner fin a la tutela. El 12 de septiembre, a través de una publicación de Instagram, Spears anunció su compromiso con su novio Sam Asghari.
El 15 de septiembre, Spears fue nombrada como una de las 100 personas más influyentes de 2021 por la revista Time. Unos días antes de que se publicara la lista de editores, Spears se colocó en la parte superior de la lista de votantes de lectores de las personalidades que deberían incluirse en la lista anual de Time 100. Considerada como un ícono del 2021, los editores destacaron el impacto de su lucha en curso contra su tutela, así como del movimiento #FreeBritney. El 29 de septiembre, la jueza Penny suspendió a Jamie como tutor del patrimonio de Spears y el contador John Zabel lo reemplazó temporalmente. El 12 de noviembre, la jueza Penny terminó la tutela.

### 2022-presente: Tercer matrimonio, colaboraciones musicales yThe Woman In Me
En abril de 2022, Spears anunció su embarazo con Sam Asghari, el que terminó en un aborto espontáneo un mes después. La pareja se casó el 9 de junio y la ceremonia se llevó a cabo en su casa en Thousand Oaks, Los Ángeles. No se invitó a ningún miembro de la familia de Spears (incluidos su padre, madre, hermana y hermano), ni tampoco a sus dos hijos. El primer esposo de Spears, Jason Alexander, intentó colarse en la boda irrumpiendo en su casa armado con un cuchillo, pero fue arrestado. Britney obtuvo una orden de restricción de tres años contra él. El 26 de agosto, Spears y el músico inglés Elton John lanzaron el sencillo «Hold Me Closer», una nueva versión del sencillo de John de 1972 «Tiny Dancer». La canción se convirtió en el primer lanzamiento musical de Spears desde la finalización de su tutela. «Hold Me Closer» debutó en el número seis en el Billboard Hot 100 de los Estados Unidos, convirtiéndose en su decimocuarto sencillo top 10 en la lista. Debutó en el número tres en la lista de sencillos del Reino Unido, lo que le valió a Spears su vigesimocuarto top 10 en el país.
Desde el término de su tutela, la vida personal, la presencia en las redes sociales y el bienestar general de Spears han estado sujetos a un renovado interés de los medios y especulaciones de los fanáticos, lo que ha dado lugar a nuevas teorías de conspiración. El 24 de enero de 2023, agentes de la Oficina del Sheriff del Condado de Ventura realizaron una verificación de bienestar en la residencia de Spears después de recibir varias llamadas de fanáticos que estaban preocupados después de que ella eliminara su cuenta de Instagram. Un portavoz del Departamento del Sheriff declaró que Spears «estaba a salvo y no corría peligro». Spears abordó el incidente en su cuenta de Twitter y pidió a los aficionados que respetaran su privacidad.
Spears y el rapero Will.i.am lanzaron su colaboración, «Mind Your Business», el 21 de julio de 2023. El 16 de agosto de 2023, se anunció que Spears y Asghari se separaron 14 meses después de su matrimonio. En septiembre de 2023, se inició un control de bienestar cuando Spears publicó un vídeo en Instagram bailando con cuchillos. Su equipo de seguridad le aseguró al oficial que la atendió que no había ninguna amenaza a su seguridad. Spears también aclaró que los cuchillos no eran reales.
En febrero de 2022, Spears firmó un contrato por 15 millones de dólares para el lanzamiento de un libro con sus memorias. Forbes lo llamó como «una de las mayores ofertas de libros de todos los tiempos». Las memorias, The Woman in Me, se publicaron el 24 de octubre de 2023. Spears detalla su ascenso a la fama, eventos públicos en los medios, su tutela y su nueva libertad. Durante su primera semana de lanzamiento, vendió 1.1 millones de copias en los Estados Unidos, mientras que 2.4 millones de copias impresas en todo el mundo.
En enero de 2024, circularon rumores de que a Charli XCX y Julia Michaels se les había pedido que escribieran canciones para Spears, y Rolling Stone informó que «la gerencia y A&R están tratando de entusiasmarla con la música». Spears negó los rumores y dijo que nunca regresaría a la industria de la música. Sin embargo, también dijo que había escrito más de 20 canciones para otros artistas en los dos años anteriores. En mayo de 2024, Charli XCX confirmó en una entrevista que efectivamente le pidieron que escribiera para Spears, para lo cual viajó a Malibú, pero que no sabía que era parte del proceso y explicó que «el equipo estaba presente... Pero ella (Spears) no lo grabó. Obviamente no lo hizo».

## Arte

### Influencias
Spears ha citado a Madonna, Janet Jackson y Whitney Houston como una de las principales influencias en su carrera, sus «tres artistas favoritas» de niña, a quienes ella «cantaría a lo largo del día y noche en su sala de estar»; «I Have Nothing» de Houston fue la canción con la cual audicionó y consiguió su contrato discográfico con Jive Records. A lo largo de su carrera, Spears ha obtenido frecuentes comparaciones con Madonna y Jackson en particular, en términos de voz, coreografía y presencia escénica. Según Spears: «Sé que cuando era más joven, admiraba a la gente..., ya sabes, como a Janet Jackson y Madonna. Fueron grandes inspiraciones para mí. Pero también tenía mi propia identidad y sabía quién era». En el libro de 2002 Madonnastyle de Carol Clerk, se cita a Spears diciendo que: «He sido una gran fan de Madonna desde que era una niña. Es la persona a la que realmente he admirado. Me gustaría ser una leyenda como ella».
Después de conocer a Spears cara a cara, Janet Jackson declaró: «Ella me dijo: 'Soy una gran fan; Realmente te admiro. Eso es tan halagador. Todo el mundo se inspira en algún lugar. Y es increíble ver cómo todos estos chicos se inspiran con ella. Mucha gente la dejó, pero lo que hace es algo positivo». Madonna dijo de Spears en el documental Britney: For the Record: «Admiro su talento como artista [...] Hay aspectos sobre ella que reconozco en mí misma cuando empecé por primera vez en mi carrera». Spears también ha nombrado a Michael Jackson, Mariah Carey, Sheryl Crow, Otis Redding, Shania Twain, Brandy, Beyoncé, Natalie Imbruglia, Cher y Prince como fuentes de inspiración. Spears también se ha sentido inspirada por artistas de generaciones más jóvenes, como Selena Gomez y Ariana Grande.

### Estilo musical
Spears es mayormente conocida como un cantante de música pop y generalmente explora el género en forma dance pop. Después de su debut, se le atribuyó la influencia del resurgimiento del pop adolescente a fines de la década de 1990. Rob Sheffield de Rolling Stone escribió: «Spears continúa con el arquetipo clásico de la reina adolescente del rock & roll, la muñeca dungaree, el bebé ángel que solo tiene que hacer una escena». En una reseña para su álbum ...Baby One More Time (1999), Stephen Thomas Erlewine de AllMusic se refirió a su música como una «mezcla de dance pop, inflexionado por el rap y suaves baladas». En Oops!... I Did It Again vi a Spears trabajando con varios productores de R&B contemporáneo, lo que condujo a «una combinación de bubblegum, urban soul, y raga». Su tercer álbum de estudio, Britney deriva del «nicho pop adolescente de forma himnológica y melódica», pero fue descrito como «más nítido, más duro que lo que vino antes», incorporando géneros de R&B, disco y funk.
Spears ha explorado e incorporado en gran medida los géneros electropop y música dance en sus discos, así como influencias de urban y el hip hop que están más presentes en In the Zone (2003) y Blackout (2007). Mientras que Femme Fatale (2011) y Britney Jean (2013) también estuvieron fuertemente influenciados por los géneros de música electrónica.
...Baby One More Time y Oops!... I Did It Again, sus dos primeros álbumes, exploran temas relacionados al amor y las relaciones sentimentales mirados desde el punto de vista de un adolescente. Después del enorme éxito de ambos, el equipo y los productores de Spears querían mantener la fórmula que la llevó a la cima de las listas. Spears, sin embargo, ya no estaba satisfecha con el sonido y los temas relacionados en sus discos. Ella colaboró con cinco canciones y eligió el productor de cada canción en su tercer álbum Britney, cuyas letras abordan los temas de alcanzar la mayoría de edad, la sexualidad y el autodescubrimiento. El sexo, el baile, la libertad y el amor continuaron siendo los temas principales de la música de Spears en sus álbumes posteriores. Su quinto álbum de estudio, Blackout, también aborda temas como el escrutinio de los medios y la fama, sobre todo en la canción «Piece of Me».

### Voz

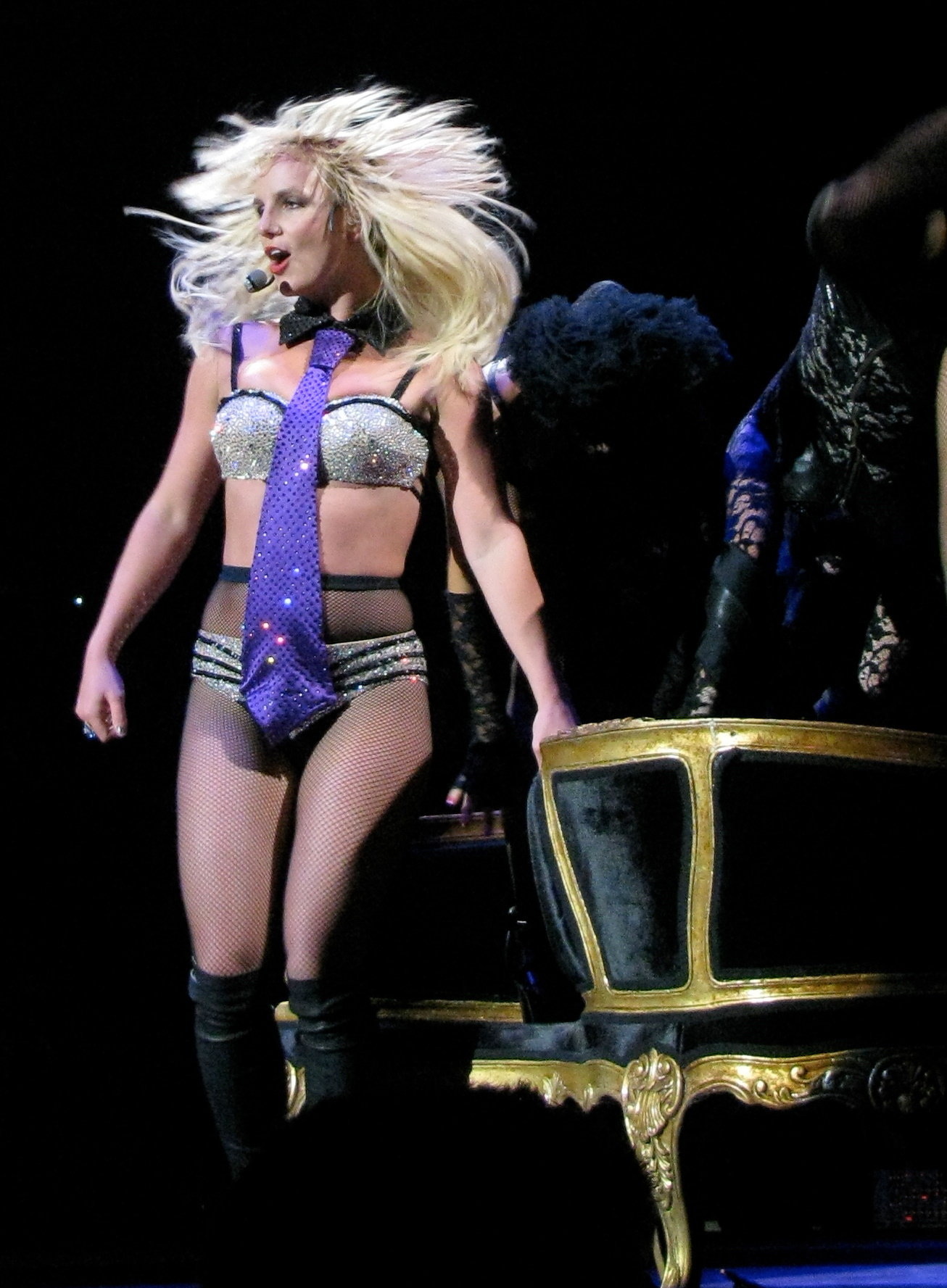
Spears interpretando «Freakshow» en The Circus Starring: Britney Spears, gira en la cual recibió fuertes críticas por el uso de playback.

Spears posee una voz del tipo soprano soubrette. Antes de alcanzar la fama, ella describió haber tenido al cantar «una voz mucho más profunda que su reconocible y característica voz de hoy en día». Eric Foster White, que trabajó con Spears para su álbum debut ...Baby One More Time, dijo que luego de haber firmado con Jive Records, «le había dado forma a su voz en el curso de un mes, hacia lo que es hoy en día: la distintiva e inconfundible Britney». Rami Yacoub, coproductor de su álbum debut junto al escritor Max Martin, comentó: «Sé por Denniz Pop y por las producciones anteriores de Max, que cuando hacemos canciones, hay una especie de cosa nasal que usamos. Con N Sync y los Backstreet Boys, hemos tenido que presionar para obtener ese tipo de voz nasal. Cuando Britney lo hizo, ella consiguió este tipo de voz ronca y sexy». Guy Blackman del periódico The Age escribió: «lo que sucede con Spears es que sus canciones más grandes [...] siempre han sido convincentes debido a su entrega, su compromiso y su presencia. [...] Spears expresa perfectamente los impulsos conflictivos de la adolescencia, la tensión entre la castidad y la experiencia sexual, entre el hedonismo y la responsabilidad, entre la confianza y la vulnerabilidad». El productor William Orbit, quien colaboró con Spears en su álbum Britney Jean, declaró con respecto a su voz: «[Britney] no se hizo grande sólo porque hiciera grandes shows; llegó a serlo porque su voz es única: escuchas dos palabras y ya sabes quién está cantando».
Al igual que con otras estrellas del pop orientadas al baile, se ha informado ampliamente del uso de playback (sincronía de labios) de Spears en sus conciertos. El autor Gary Giddins escribió en su libro «Natural selection: Gary Giddins on comedy, film, music, and books» (2006) que entre los artistas más acusados de «mover los labios mientras la máquina hace el trabajo son Britney Spears, Luciano Pavarotti, Shania Twain, Beyoncé y Madonna». Aline Mendelsohn del Orlando Sentinel señaló: «Pongamos las cosas claras: Un concierto de Britney Spears no se trata de la música... hay que recordar que se trata de la vista, no del sonido». En 2016, Sabrina Weiss de Refinery29 se refirió a la sincronización de labios de Spears como un «hecho bien conocido que ya ni siquiera es tabú».
Spears también ha sido criticada por su uso de Auto-Tune. El crítico Allan Raible se burló del excesivo uso de procesamiento digital en la voz de Spears, sobre todo del efecto robot que crea. «Ella nunca ha sido una gran vocalista», escribió Raible, «[...] el objetivo principal sigue siendo su imagen». Joan Anderman, de The Boston Globe, comentó que «Spears suena robótica, casi inhumana, en sus discos, su voz es procesada por cambiadores de tono digitales y sintetizadores». Kayla Upadhyaya del Michigan Daily proporcionó un punto de vista diferente, diciendo: «Las voces con auto-tune y procesadas en exceso definen la voz de Britney como artista, y en su música, el auto-tune no es tanto un truco como un instrumento».

## Legado

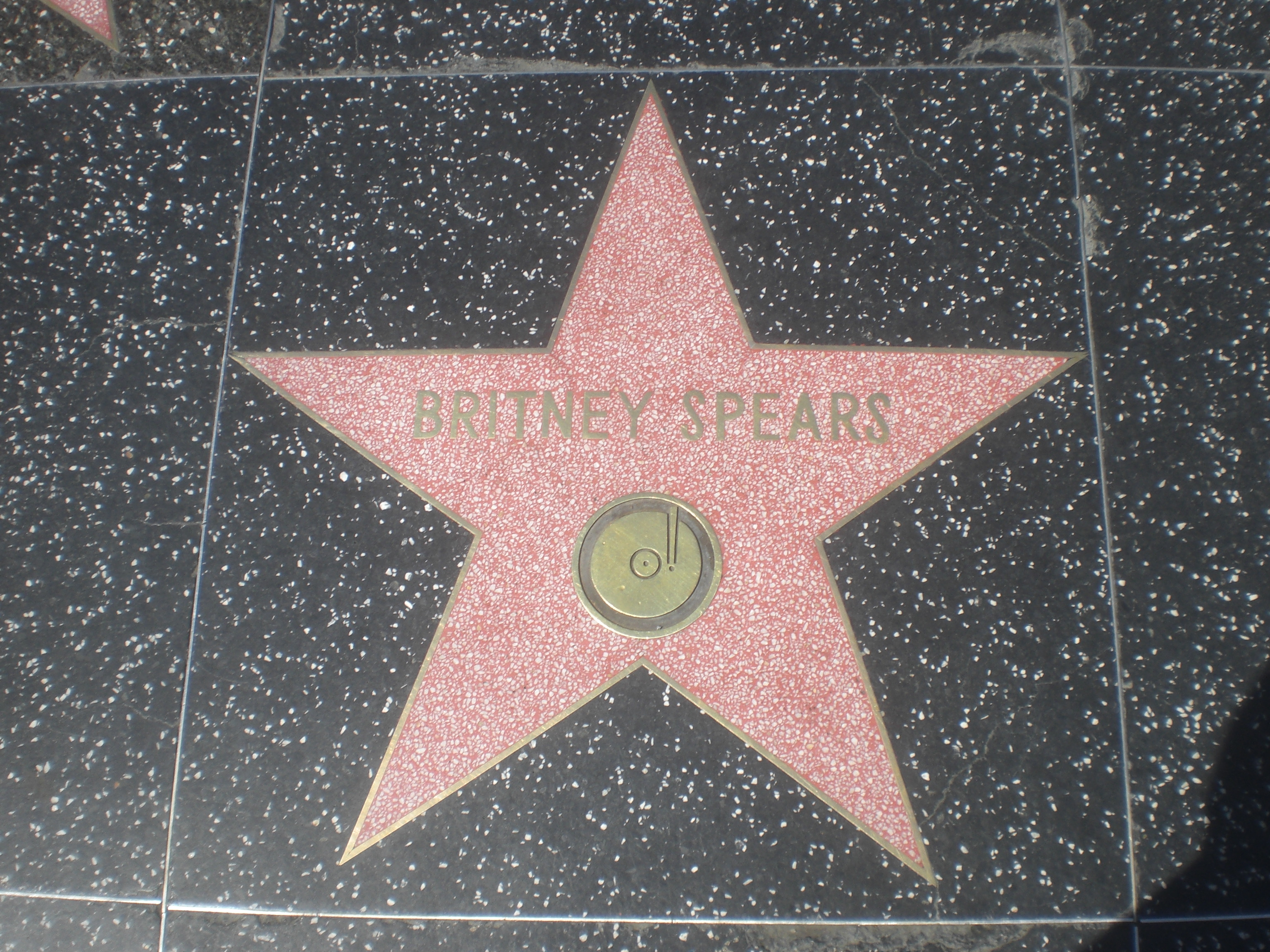
Estrella de Britney Spears en el Paseo de la Fama de Hollywood.

Conocida como la «Princesa del Pop», Spears fue acreditada como una de las «fuerzas impulsoras detrás del regreso del pop adolescente a fines de la década de 1990». Rolling Stone explicó que ella «ayudó a iniciar una nueva era para el género que había quedado inactivo en la década que siguió a New Kids on the Block. Spears lideraría un ejército de estrellas pop... basado en producciones ingeniosas de Max Martin, muchas insinuaciones sexuales y complicadas actuaciones de baile. [Se convirtió en] una de las artistas más exitosas de todos los tiempos, y una historia de advertencia para una generación». Robert Kelly, de Billboard, observó que la voz «sexy y tímida» de Spears en su sencillo debut «...Baby One More Time» «inició una nueva era de estilos vocales pop que influiría a innumerables artistas».
Después de dieciocho años como intérprete, Billboard afirmó que «se ha ganado su título como una de las reinas reinantes del pop. Desde sus primeros días como Mouseketeer, [Spears] ha empujado los límites de los sonidos del siglo XXI, allanando el camino para una generación de artistas y redefiniendo cómo se puede lograr un éxito constante en la industria de la música». Adam Markovitz de Entertainment Weekly describió a Spears como «una institución estadounidense, tan profundamente sagrada y desordenada como la lucha libre profesional o el filibustero». En 2012, figuró como la cuarta de las 50 mejores mujeres de la era de VH1. Así mismo, la citaron entre las 100 mejores mujeres de la música en 2012 y entre los 200 mejores iconos de la cultura pop en 2003.
El trabajo de Spears ha influenciado a numerosos artistas, como: Katy Perry, Meghan Trainor, Demi Lovato, Kelly Key, Kristinia DeBarge, Little Boots, Charli XCX, Marina Diamandis, Tegan and Sara, Pixie Lott, Grimes, Selena Gomez, Hailee Steinfeld, Tinashe, Victoria Justice, Cassie, Leah Wellbaum de Slothrust, The Saturdays, Normani, Miley Cyrus, Cheryl, Lana Del Rey, Ava Max, y Billie Eilish. Durante los MTV Video Music Awards 2011, Lady Gaga dijo que Spears «nos enseñó a todos a no tener miedo, y que la industria no sería la misma sin ella». Gaga también citó a Spears como una influencia, llamándola «la intérprete más provocativa de mi tiempo».
Antes de que Spears se uniera a The X Factor, Simon Cowell explicó que está «fascinado por [Britney]. El hecho de que ella sea una de las más comentadas, no solo de las estrellas pop, sino de la gente en el mundo de hoy, significa que tienes este poder estelar. [...] Ella todavía está buena, todavía tiene récords de éxitos y todavía es controvertida, hay una razón para eso». Marina Diamandis nombró a Spears como la influencia principal detrás de su álbum Electra Heart. Lana Del Rey ha dicho que el video musical de «Toxic» la inspiró. Spears ha tenido una influencia directa en el trabajo de la cantante Porcelain Black después de crecer en torno a su música cuando era niña. Black describe su música como una «niña amorosa entre Marilyn Manson y Spears». El video musical «Only Want You» (2019) de Rita Ora está inspirado en el video musical «Everytime» de Spears, y dijo en una historia de Instagram: «Oye, @britneyspears, esto fue para ti porque te quiero mucho. ¡Ríndele homenaje a los que te inspiran! #icono».
A Spears se le atribuye la redefinición de las residencias de Las Vegas como un lugar de retiro para músicos. Su residencia de conciertos debut Britney: Piece of Me (2013-2017) fue descrita como «la evolución natural de la poderosa residencia de Las Vegas de Celine Dion, una estrella aún en las listas de éxitos de otra generación que redefine el papel de cabeza de cartel del Strip». Forbes nombró a Spears la sexta cantante femenina con mayores ingresos de 2015. Además, se le atribuye haber influido y allanado el camino para las residencias de otros artistas como Jennifer Lopez: All I Have de Jennifer Lopez, Bruno Mars de Bruno Mars y Backstreet Boys: Larger Than Life de Backstreet Boys. La llegada de Spears «hizo que los promotores del pop finalmente se acercaran a la multitud más joven que llegaba a la ciudad para pasar un buen rato».
Los problemas personales de Spears ocurridos entre los años 2007 y 2008, y cómo logró recuperarse de aquello, ha inspirado a algunos artistas. El personaje de Gwyneth Paltrow en la película de 2010 Country Strong se inspiró en como la prensa se comportaba con la cantante. Según la directora de cine Shana Fest, «de ahí vino esta película. Quiero decir, estaba viendo lo que le estaba sucediendo en los medios. Creo que es trágico cómo tratamos a las personas que nos dan tanto, y nos encanta verlos mal». Nicki Minaj ha citado el regreso de Spears después de sus asuntos personales tan publicitados como una fuente de inspiración. La constante persecución de Spears por parte de los paparazzi y las luchas personales también contribuyeron a inspirar el álbum 15 Minutes de Barry Manilow. Manilow dijo: «Ella no podría tener una vida sin que ellos se detuvieran al lado de su auto y la siguieran y la volvieran loca hasta el punto en que... eso fue cuando se afeitó el cabello. Todos miramos con horror [...] Así que parecía una cosa sobre la que escribir en un álbum». Bebo Norman escribió una canción sobre Spears, llamada «Britney».

## Logros
Spears ha ganado numerosos premios y reconocimientos, incluido un premio Grammy; siete Guinness Book of World Records; seis MTV Video Music Awards, incluido el Michael Jackson Video Vanguard Award; siete premios Billboard Music Awards, incluido el Millennium Award; el Premio inaugural de Radio Disney, Icon Award; el Vanguard Award del GLAAD Media Award y una estrella en el Paseo de la Fama de Hollywood.
En la lista de los Récords mundiales Guinness, Spears figura con el «Álbum más vendido por un artista solista adolescente» gracias a su álbum debut ...Baby One More Time, que vendió más de trece millones de copias en los Estados Unidos. Melissa Ruggieri, de Richmond Times-Dispatch, informó: «También se destacó por ser la artista adolescente más vendida. Antes de cumplir 20 años en 2001, Spears vendió más de 37 millones de álbumes en todo el mundo».
A partir de 2017, según la BBC, Spears ha vendido 100 millones de discos en todo el mundo, convirtiéndola en una de las artistas musicales más vendidas de todos los tiempos; y con más de 70 millones de discos solo en Estados Unidos, incluidos 36,9 millones de sencillos digitales y 33,6 millones de álbumes digitales. Spears también es reconocida como la artista de álbumes femeninos más vendida de la década de 2000 en los Estados Unidos, así como la quinta en general. En diciembre de 2009, la revista Billboard nombró a Spears como el octavo artista de la década de los 2000 en los Estados Unidos. Es una de las pocas artistas en la historia que ha tenido un sencillo número uno y un álbum de estudio número uno en los Estados Unidos durante tres décadas diferentes a lo largo de su carrera. Con los sencillos «3» en 2009 y «Hold It Against Me» en 2011, se convirtió en la segunda artista, después de Mariah Carey, en la historia de la lista Hot 100 en debutar en el número uno con dos o más canciones. En 2016, Spears ocupó el puesto número veinte en la lista de los Mejores Artistas de todos los tiempos de la lista Greatest Of All Time Top Dance Club Artist de Billboard.

## Otros emprendimientos

### Productos, videojuegos y fragancias

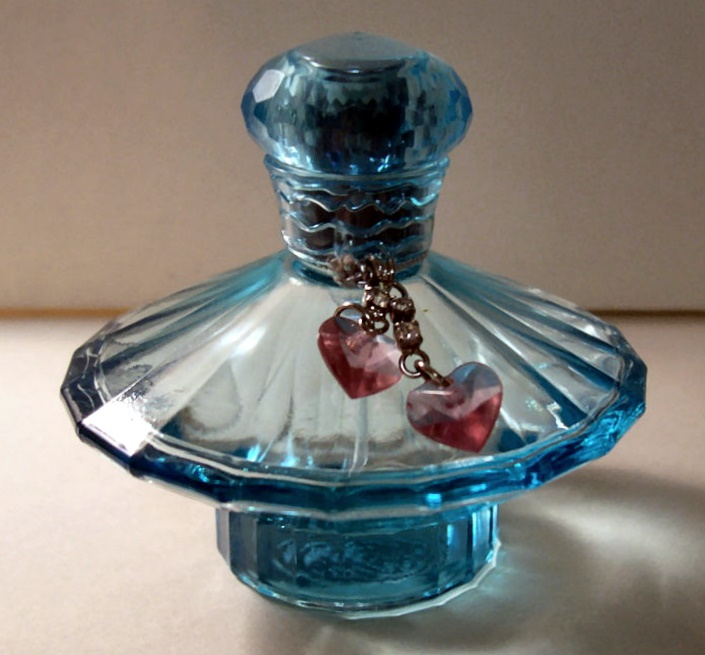
Envase del perfume Curious, su primera fragancia publicada en 2004.

En el año 2000, la cantante lanzó una edición limitada de gafas de sol titulada Shades of Britney. En 2001, Spears firmó un acuerdo con la compañía de zapatos Skechers, y un acuerdo promocional de $7–8 millones con Pepsi, su mayor acuerdo financiero en ese momento. Además de numerosos comerciales con este último durante ese año, también apareció en un comercial de televisión de Pepsi en 2004 con el tema «Gladiators» con los cantantes Beyoncé, Pink y Enrique Iglesias. El 19 de junio de 2002, lanzó su primer videojuego multiplataforma, Britney's Dance Beat, que recibió críticas positivas. En marzo de 2009, Spears fue anunciada como la nueva cara de la marca de ropa Candie's. Dari Marder, directora de mercadotecnia de la marca, explicó por qué eligieron a la cantante, mencionando: «A todo el mundo le encanta un regreso y nadie lo está haciendo mejor que Britney. Está preparada para un éxito aún mayor». En 2010, Spears diseñó un línea de edición limitada para la marca, que se lanzó en las tiendas en julio de 2010. En 2011, se asoció con Sony, Make Up For Ever y PlentyofFish para grabar el video musical de su sencillo «Hold It Against Me», ganando $500,000 por la promoción de los productos en el video. Spears también se asoció con Hasbro en 2012 para lanzar una versión exclusiva de Twister Dance, que incluye un remix del sencillo «Till the World Ends». La cantante también apareció en el comercial promocional, dirigido por Ray Kay. También apareció en el comercial de Twister Rave, el que incluía un remix de la canción «Circus». En marzo de 2018, se reveló que Spears sería la cara de Kenzo, una tienda francesa de ropa contemporánea.
La gama de ofertas y productos comerciales de Spears también incluyen los productos para el cuidado de la belleza y fragancias. Lanzó su primer perfume con Elizabeth Arden, Curious en 2004, que se convirtió en el más vendido por la compañía. Hasta 2009, ya había lanzado siete perfumes más, incluyendo Fantasy. En 2010, Spears lanzó su octava fragancia, Radiance. En marzo de 2011, la compañía Brand Sense entabló una demanda contra Spears y Elizabeth Arden en busca de $10 millones en daños, alegando que la cantante y su padre, Jamie, dejaron de pagar su comisión del treinta y cinco por ciento que se acordó como parte de los términos del contrato. En julio de 2011, un juez de Los Ángeles denegó la solicitud de los abogados de la compañía, alegando que Spears aún está bajo tutela. Brand Sense, sin embargo, declaró que apelarían la decisión. En 2011, Radiance fue reeditado bajo el titulado Cosmic Radiance. Spears vendió más de un millón botellas alrededor del mundo en tan solo los primeros cinco años, con ingresos brutos de USD 1500 millones. En 2016, Spears contactó a Glu Mobile para crear su propio juego, Britney Spears: American Dream. La aplicación se lanzó oficialmente en mayo de 2016 y es compatible con iOS y Android. El 17 de junio de 2016, Spears anunció el lanzamiento de su vigésima fragancia, Private Show. A partir de enero de 2018, Spears ha lanzado 24 fragancias a través de Elizabeth Arden.

## Discografía
Álbumes de estudio
- ...Baby One More Time (1999)
- Oops!... I Did It Again (2000)
- Britney (2001)
- In the Zone (2003)
- Blackout (2007)
- Circus (2008)
- Femme Fatale (2011)
- Britney Jean (2013)
- Glory (2016)

## Filmografía
- Longshot (2001)
- Crossroads (2002)
- Austin Powers in Goldmember (2002)
- Pauly Shore Is Dead (2003)
- Fahrenheit 9/11 (2004)
- Corporate Animals (2019)

## Giras musicales
Giras
- ...Baby One More Time Tour (1999)
- Crazy 2K Tour (2000)
- Oops!... I Did It Again Tour (2000)
- Dream Within a Dream Tour (2001-02)
- The Onyx Hotel Tour (2004)
- The M+M's Tour (2007)
- The Circus Starring: Britney Spears (2009)
- Femme Fatale Tour (2011)
- Britney: Live in Concert (2017-18)

Residencias
- Britney: Piece of Me (2013-17)
- Britney: Domination (2019) (Cancelada)